# Liste der Stolpersteine in Hamburg-Eimsbüttel
Die Liste der Stolpersteine in Hamburg-Eimsbüttel enthält alle Stolpersteine, die im Rahmen des gleichnamigen Kunstprojekts von Gunter Demnig in Hamburg-Eimsbüttel verlegt wurden. Mit ihnen soll Opfern des Nationalsozialismus gedacht werden, die in Hamburg-Eimsbüttel lebten und wirkten.
Diese Seite ist Teil der Liste der Stolpersteine in Hamburg, da diese mit insgesamt 7272 (Stand: Juli 2025) Steinen zu groß würde und deshalb je Stadtteil, in dem Steine verlegt wurden, eine eigene Seite angelegt wurde.
| Adresse                       | Person(en)                            | Inschrift | Bilder | Anmerkung |
| ----------------------------- | ------------------------------------- | --- | ------ | --- |
| Agathenstraße 3 ·             | Margarete Conu geb. Simon             | Hier wohnte Margarete Conu geb. Simon Jg. 1878 deportiert 1941 Łodz ??? |        | Eintrag auf stolpersteine-hamburg.de                                                                                       |
| Agathenstraße 3 ·             | Frieda Frank geb. Schmits             | Hier wohnte Frieda Frank geb. Schmits Jg. 1911 deportiert 1941 Minsk ermordet |        | Eintrag auf stolpersteine-hamburg.de                                                                                       |
| Agathenstraße 3 ·             | Lea Goldmann                          | Hier wohnte Lea Goldmann Jg. 1852 deportiert 1943 Theresienstadt ermordet 19.1.1944                                                                                                 |        | Eintrag auf stolpersteine-hamburg.de                                                                                       |
| Agathenstraße 3 ·             | Herbert Frank                         | Hier wohnte Herbert Frank Jg. 1899 deportiert 1941 Minsk ermordet |        | Eintrag auf stolpersteine-hamburg.de                                                                                       |
| Agathenstraße 3 ·             | Benjamin Goldberger                   | Hier wohnte Benjamin Goldberger Jg. 1895 Flucht 1939 Belgien interniert Mechelen deportiert 1944 ermordet in Auschwitz                                                              |        | Eintrag auf stolpersteine-hamburg.de                                                                                       |
| Agathenstraße 3 ·             | Kraine Goldberger geb. Geller         | Hier wohnte Kraine Goldberger geb. Geller Jg. 1898 Flucht 1939 Belgien interniert Mechelen deportiert 1944 ermordet in Auschwitz                                                    |        | Eintrag auf stolpersteine-hamburg.de                                                                                       |
| Agathenstraße 3 ·             | Alexander Nachum                      | Hier wohnte Alexander Nachum Jg. 1897 'Schutzhaft' 1938 Sachsenhausen deportiert 1941 Minsk ermordet                                                                                |        | Eintrag auf stolpersteine-hamburg.de                                                                                       |
| Agathenstraße 3 ·             | Clara Nachum geb. Gumpel              | Hier wohnte Clara Nachum geb. Gumpel Jg. 1860 deportiert 1942 Theresienstadt 1942 Treblinka ermordet                                                                                |        | Eintrag auf stolpersteine-hamburg.de                                                                                       |
| Agathenstraße 3 ·             | Bela Meier                            | Hier wohnte Bela Meier Jg. 1940 deportiert 1941 Minsk ??? |        | Eintrag auf stolpersteine-hamburg.de Ein weiterer Stolperstein befindet sich in Hamburg-Bergedorf.                         |
| Agathenstraße 3 ·             | Henry Meier                           | Hier wohnte Henry Meier Jg. 1915 deportiert 1941 Minsk ??? |        | Eintrag auf stolpersteine-hamburg.de Ein weiterer Stolperstein befindet sich in Hamburg-Bergedorf.                         |
| Alardusstraße 14 ·            | Dagny Henriette Prager                | Hier wohnte Dagny Prager Jg. 1883 verhaftet 1940 KZ Fuhlsbüttel deportiert 1942 ermordet in Auschwitz                                                                               |        | Eintrag auf stolpersteine-hamburg.de                                                                                       |
| Altonaer Straße 63 ·          | Julius Bass                           | Hier wohnte Julius Bass Jg. 1907 deportiert 1941 KZ Fuhlsbüttel 1941/42 Neuengamme ermordet 9.6.1942 Heilanstalt Bernburg                                                           |        | Eintrag auf stolpersteine-hamburg.de                                                                                       |
| Altonaer Straße 63 ·          | Simon Hermann Bass                    | Hier wohnte Simon Hermann Bass Jg. 1873 verhaftet 7.2.1941 Gefängnis Fuhlsbüttel deportiert 1941 Minsk ermordet                                                                     |        | Eintrag auf stolpersteine-hamburg.de                                                                                       |
| Amandastraße 22 ·             | Kurt Schult                           | Hier wohnte Kurt Schult Jg. 1939 eingewiesen 1943 Alsterdorfer Anstalten 'verlegt' 7.8.1943 'Heilanstalt' Kalmenhof/Idstein 'Kinderfachabteilung' ermordet 18.9.1944                |        | Eintrag auf stolpersteine-hamburg.de                                                                                       |
| Amandastraße 35 ·             | Wilhelm Buch                          | Hier wohnte Wilhelm Buch Jg. 1883 im Widerstand/KPD seit 1933 mehrmals verhaftet/inhaftiert KZ Fuhlsbüttel Neuengamme ermordet 24.3.1943                                            |        | Eintrag auf stolpersteine-hamburg.de                                                                                       |
| Amandastraße 41 ·             | Friedrich Martin Stoltenberg          | Hier wohnte Friedrich Martin Stoltenberg Jg. 1895 im Widerstand verhaftet 1944 KZ Fuhlsbüttel Neuengamme tot an Haftfolgen 6.4.1945 UG Hamburg                                      |        | Eintrag auf stolpersteine-hamburg.de Stein liegt vor Nr. 43. Ein weiterer Stolperstein befindet sich in Hamburg-St. Georg. |
| Amandastraße 63 ·             | Emil Tiessat                          | Hier wohnte Emil Tiessat Jg. 1890 verhaftet 5.1.1944 'Wehrkraftzersetzung' Gefängnis Hamburg Volksgerichtshof 22.5.1944 Brandenburg-Görden hingerichtet 10.7.1944                   |        | Eintrag auf stolpersteine-hamburg.de Stein liegt vor Nr. 43                                                                |
| Amandastraße 76 ·             | Fritz Edelstein                       | Hier wohnte Fritz Edelstein Jg. 1901 verhaftet 1938 KZ Fuhlsbüttel 1938 Dachau ermordet 28.2.1941 Buchenwald                                                                        |        | Eintrag auf stolpersteine-hamburg.de                                                                                       |
| Am Weiher 14 ·                | Auguste Freudenberg                   | Hier wohnte Auguste Freudenberg Jg. 1867 deportiert 1942 Theresienstadt ermordet 12.9.1943                                                                                          |        | Eintrag auf stolpersteine-hamburg.de                                                                                       |
| Am Weiher 19 ·                | Lisette Meyer geb. Nathan             | Hier wohnte Lisette Meyer geb. Nathan Jg. 1882 Flucht 1937 Holland interniert Westerbork deportiert Auschwitz ermordet 10.9.1942                                                    |        | Eintrag auf stolpersteine-hamburg.de                                                                                       |
| Bei der Apostelkirche 28 ·    | Karel Racmann                         | Hier wohnte Karel Racmann Jg. 1883 1944 verhaftet KZ Neuengamme ermordet |        | Eintrag auf stolpersteine-hamburg.de                                                                                       |
| Beim Schlump 9 ·              | Jacob Hecht                           | Hier wohnte Jacob Hecht Jg. 1896 verhaftet 1938 KZ Fuhlsbüttel 1938 Sachsenhausen Flucht 1939 Belgien deportiert 1941 Sachsenhausen Gross-Rosen ermordet 25.3.1942                  |        | Eintrag auf stolpersteine-hamburg.de                                                                                       |
| Beim Schlump 9 ·              | Adolph Salomon                        | Hier wohnte Adolph Salomon Jg. 1875 deportiert 1942 Theresienstadt ermordet 21.5.1944                                                                                               |        | Eintrag auf stolpersteine-hamburg.de                                                                                       |
| Beim Schlump 9 ·              | Louis Wolff                           | Hier wohnte Louis Wolff Jg. 1873 deportiert 1942 Theresienstadt 1942 Treblinka ermordet                                                                                             |        | Eintrag auf stolpersteine-hamburg.de                                                                                       |
| Beim Schlump 13 ·             | Sura Abrahamsohn geb. Dobroschitzky   | Hier wohnte Sura Abrahamsohn geb. Dobroschitzky Jg. 1897 deportiert 1941 Łodz ermordet                                                                                              |        | Eintrag auf stolpersteine-hamburg.de                                                                                       |
| Beim Schlump 13 ·             | Norbert Jacoby                        | Hier wohnte Norbert Jacoby Jg. 1864 gedemütigt/entrechtet Flucht in den Tod 1.6.1942                                                                                                |        | Eintrag auf stolpersteine-hamburg.de                                                                                       |
| Beim Schlump 13 ·             | Sibille Jacoby geb. Voss              | Hier wohnte Sibille Jacoby geb. Voss Jg. 1865 deportiert 1942 Theresienstadt ermordet 31.7.1942                                                                                     |        | Eintrag auf stolpersteine-hamburg.de                                                                                       |
| Beim Schlump 24 ·             | Gerd Hamkens                          | Hier wohnte Gerd Hamkens Jg. 1910 verhaftet 1938 KZ Fuhlsbüttel Sachsenhausen ermordet 24.8.1941                                                                                    |        | Eintrag auf stolpersteine-hamburg.de                                                                                       |
| Beim Schlump 24 ·             | Rahel Japhet geb. Pinto               | Hier wohnte Rahel Japhet geb. Pinto Jg. 1867 deportiert 1942 Theresienstadt ermordet 17.3.1943                                                                                      |        | Eintrag auf stolpersteine-hamburg.de                                                                                       |
| Beim Schlump 27 ·             | Margaretha Severin                    | Hier wohnte Margaretha Severin Jg. 1901 eingewiesen 1917 Alsterdorfer Anstalten ‚verlegt‘ 16.8.1943 ‚Heilanstalt‘ Am Steinhof/Wien ermordet 2.6.1944                                |        | Eintrag auf stolpersteine-hamburg.de                                                                                       |
| Beim Schlump 28 ·             | Paula Müller geb. Andrade             | Hier wohnte Paula Müller geb. Andrade Jg. 1909 deportiert 1942 Theresienstadt 1943 Auschwitz ermordet                                                                               |        | Eintrag auf stolpersteine-hamburg.de                                                                                       |
| Beim Schlump 28 ·             | Rita Henny Müller                     | Hier wohnte Rita Henny Müller Jg. 1929 deportiert 1942 Theresienstadt 1943 Auschwitz ermordet                                                                                       |        | Eintrag auf stolpersteine-hamburg.de                                                                                       |
| Beim Schlump 52 ·             | Paul Seligsohn                        | Hier wohnte Paul Seligsohn Jg. 1882 deportiert 1941 Lodz/Litzmannstadt Chelmno/Kulmhof Mai 1942 ermordet                                                                            |        | Eintrag auf stolpersteine-hamburg.de                                                                                       |
| Beim Schlump 52 ·             | Paula Seligsohn geb. Katz             | Hier wohnte Paula Seligsohn geb. Katz Jg. 1889 deportiert 1941 Lodz/Litzmannstadt Chelmno/Kulmhof ermordet Mai 1942                                                                 |        | Eintrag auf stolpersteine-hamburg.de                                                                                       |
| Beim Schlump 54 ·             | Jenny Bernfeld geb. Mayer             | Hier wohnte Jenny Bernfeld geb. Mayer Jg. 1895 abgeschoben 1938 Zbaszyn/Polen deportiert Auschwitz ermordet                                                                         |        | Eintrag auf stolpersteine-hamburg.de                                                                                       |
| Beim Schlump 54 ·             | Ruth Bernfeld                         | Hier wohnte Ruth Bernfeld Jg. 1923 abgeschoben 1938 Zbaszyn/Polen 1940 Ghetto Krakau ermordet                                                                                       |        | Eintrag auf stolpersteine-hamburg.de                                                                                       |
| Bellealliancestraße 27 ·      | Siegmund Tisch                        | Hier wohnte Siegmund Tisch Jg. 1880 gedemütigt/entrechtet Flucht in den Tod 19.8.1938                                                                                               |        | Eintrag auf stolpersteine-hamburg.de                                                                                       |
| Bellealliancestraße 66 ·      | Ivan Andrade                          | Hier wohnte Ivan Andrade Jg. 1884 'Schutzhaft' 1938 KZ Sachsenhausen entlassen Dez. 1938 tot an Haftfolgen 6.12.1945                                                                |        | Eintrag auf stolpersteine-hamburg.de                                                                                       |
| Bismarckstraße 6 ·            | Iwan Selke                            | Hier wohnte Iwan Selke Jg. 1876 deportiert 1941 ermordet in Riga |        | Eintrag auf stolpersteine-hamburg.de                                                                                       |
| Bismarckstraße 6 ·            | Rebecca Selke geb. Spanier            | Hier wohnte Rebecca Selke geb. Spanier Jg. 1881 deportiert 1941 ermordet in Riga |        | Eintrag auf stolpersteine-hamburg.de                                                                                       |
| Bismarckstraße 11 ·           | James Wolf                            | Hier wohnte James Wolf Jg. 1870 deportiert 1942 Theresienstadt tot am 3.1.1943 |        | Eintrag auf stolpersteine-hamburg.de                                                                                       |
| Bismarckstraße 11 ·           | Pauline Wolf geb. Isaac               | Hier wohnte Pauline Wolf geb. Isaac Jg. 1867 deportiert 1942 Theresienstadt tot am 3.3.1944                                                                                         |        | Eintrag auf stolpersteine-hamburg.de                                                                                       |
| Bismarckstraße 16 ·           | Gertrud Brinn geb. Schindler          | Hier wohnte Gertrud Brinn geb. Schindler Jg. 1873 deportiert 1942 Theresienstadt 1944 Auschwitz ermordet                                                                            |        | Eintrag auf stolpersteine-hamburg.de                                                                                       |
| Bismarckstraße 54 ·           | Fanny Nathan geb. Müller              | Hier wohnte Fanny Nathan geb. Müller Jg. 1880 deportiert 1941 ermordet in Riga |        | Eintrag auf stolpersteine-hamburg.de                                                                                       |
| Bismarckstraße 58 ·           | Lippmann Weinberg                     | Hier wohnte Lippmann Weinberg Jg. 1897 verhaftet 1938 KZ Fuhlsbüttel Sachsenhausen deportiert 1942 Theresienstadt ermordet 16.12.1942                                               |        | Eintrag auf stolpersteine-hamburg.de                                                                                       |
| Bismarckstraße 67 ·           | Irene Rosenberg geb. Oppenheim        | Hier wohnte Irene Rosenberg geb. Oppenheim Jg. 1920 deportiert 1941 Minsk ermordet                                                                                                  |        | Eintrag auf stolpersteine-hamburg.de                                                                                       |
| Bismarckstraße 67 ·           | Joel Rosenberg                        | Hier wohnte Joel Rosenberg Jg. 1941 deportiert 1941 Minsk ermordet |        | Eintrag auf stolpersteine-hamburg.de                                                                                       |
| Bismarckstraße 67 ·           | Manfred Rosenberg                     | Hier wohnte Manfred Rosenberg Jg. 1909 deportiert 1941 Minsk ermordet |        | Eintrag auf stolpersteine-hamburg.de                                                                                       |
| Bismarckstraße 67 ·           | Margarethe Silberstein                | Hier wohnte Margarethe Silberstein Jg. 1876 deportiert 1941 Riga ermordet |        | Eintrag auf stolpersteine-hamburg.de                                                                                       |
| Bismarckstraße 68 ·           | Georg Himmel                          | Hier wohnte Georg Himmel Jg. 1920 ausgewiesen 1938 Zbaszyn Schicksal unbekannt |        | Eintrag auf stolpersteine-hamburg.de                                                                                       |
| Bismarckstraße 68 ·           | Max Himmel                            | Hier wohnte Max Himmel Jg. 1887 ausgewiesen 1938 Zbaszyn Wiedereinreise 1939 Gefängnis Fuhlsbüttel 1940 Sachsenhausen 1940 Dachau ermordet 13.2.1941                                |        | Eintrag auf stolpersteine-hamburg.de                                                                                       |
| Bismarckstraße 93 ·           | Erna Cohn                             | Hier wohnte Erna Cohn Jg. 1892 deportiert 1941 Łodz ??? |        | Eintrag auf stolpersteine-hamburg.de                                                                                       |
| Bismarckstraße 93 ·           | Judith Cohn                           | Hier wohnte Judith Cohn Jg. 1889 deportiert 1941 Łodz ??? |        | Eintrag auf stolpersteine-hamburg.de                                                                                       |
| Bogenstraße 5 ·               | Ernst Abel                            | Hier wohnte Ernst Abel Jg. 1900 verhaftet 1937 und 1939 KZ Buchenwald KZ Lichtenberg KZ Mauthausen KZ Ravensbrück ermordet 7.9.1942                                                 |        | Eintrag auf stolpersteine-hamburg.de                                                                                       |
| Bogenstraße 5 ·               | Carl Flatau                           | Hier wohnte Carl Flatau Jg. 1881 deportiert 1943 Theresienstadt ermordet 5.4.1943                                                                                                   |        | Eintrag auf stolpersteine-hamburg.de                                                                                       |
| Bogenstraße 5 ·               | Elisabeth Flatau                      | Hier wohnte Elisabeth Flatau Jg. 1888 deportiert 1941 Riga ??? |        | Eintrag auf stolpersteine-hamburg.de                                                                                       |
| Bogenstraße 5 ·               | Fanny Klein                           | Hier wohnte Fanny Klein Jg. 1882 deportiert 1941 Riga ??? |        | Eintrag auf stolpersteine-hamburg.de                                                                                       |
| Bogenstraße 5 ·               | David Walter Kohlstädt                | Hier wohnte David Walter Kohlstädt Jg. 1909 verhaftet 1940 KZ Fuhlsbüttel 1941 Neuengamme ermordet 19.6.1942                                                                        |        | Eintrag auf stolpersteine-hamburg.de                                                                                       |
| Bogenstraße 5 ·               | Helmuth Kohlstädt                     | Hier wohnte Helmuth Kohlstädt Jg. 1931 deportiert 1942 ermordet in Auschwitz |        | Eintrag auf stolpersteine-hamburg.de                                                                                       |
| Bogenstraße 5 ·               | Manfred Kohlstädt                     | Hier wohnte Manfred Kohlstädt Jg. 1930 deportiert 1942 ermordet in Auschwitz |        | Eintrag auf stolpersteine-hamburg.de                                                                                       |
| Bogenstraße 5 ·               | Margareta Kohlstädt geb. Rosenstein   | Hier wohnte Margareta Kohlstädt geb. Rosenstein Jg. 1907 deportiert 1942 ermordet in Auschwitz                                                                                      |        | Eintrag auf stolpersteine-hamburg.de                                                                                       |
| Bogenstraße 5 ·               | Albert Rosenstein                     | Hier wohnte Albert Rosenstein Jg. 1882 verhaftet 1938 Zuchthaus Fuhlsbüttel Sachsenhausen deportiert 1942 ermordet in Auschwitz                                                     |        | Eintrag auf stolpersteine-hamburg.de                                                                                       |
| Bogenstraße 5 ·               | Henriette Rosenstein geb. Oppenheim   | Hier wohnte Henriette Rosenstein geb. Oppenheim Jg. 1879 deportiert 1942 ermordet in Auschwitz                                                                                      |        | Eintrag auf stolpersteine-hamburg.de                                                                                       |
| Bogenstraße 11 ·              | Henny Weinberg                        | Hier wohnte Henny Weinberg Jg. 1900 deportiert 1941 Lodz/Litzmannstadt ermordet 16.4.1942                                                                                           |        | Eintrag auf stolpersteine-hamburg.de                                                                                       |
| Bogenstraße 11 ·              | Arthur Bud                            | Hier wohnte Arthur Bud Jg. 1884 deportiert 1941 Lodz/Litzmannstadt ermordet 24.1.1942                                                                                               |        | Eintrag auf stolpersteine-hamburg.de                                                                                       |
| Bogenstraße 15 ·              | Georg Philipp                         | Hier wohnte Georg Philipp Jg. 1894 deportiert 1941 Minsk ermordet 1943 |        | Eintrag auf stolpersteine-hamburg.de                                                                                       |
| Bogenstraße 15 ·              | Henriette Worms geb. Schürmann        | Hier wohnte Henriette Worms geb. Schürmann Jg. 1877 deportiert 1941 Riga ??? |        | Eintrag auf stolpersteine-hamburg.de                                                                                       |
| Bogenstraße 15 ·              | Lore Philipp geb. Wolf                | Hier wohnte Lore Philipp geb. Wolf Jg. 1903 deportiert 1941 Minsk ermordet 1943 |        | Eintrag auf stolpersteine-hamburg.de                                                                                       |
| Bogenstraße 15 ·              | Louis Worms                           | Hier wohnte Louis Worms Jg. 1876 deportiert 1941 Riga ??? |        | Eintrag auf stolpersteine-hamburg.de                                                                                       |
| Bogenstraße 15e ·             | Caroline Magnus geb. Arends           | Hier wohnte Caroline Magnus geb. Arends Jg. 1867 deportiert 1942 Theresienstadt ermordet 13.9.1942                                                                                  |        | Eintrag auf stolpersteine-hamburg.de                                                                                       |
| Bogenstraße 19 ·              | Herbert John Cohen                    | Hier wohnte Herbert John Cohen Jg. 1900 Flucht 1939 Belgien interniert Drancy deportiert 1942 Auschwitz ermordet                                                                    |        | Eintrag auf stolpersteine-hamburg.de                                                                                       |
| Bogenstraße 19 ·              | Hanna Wirth geb. Oppenheim            | Hier wohnte Hanna Wirth geb. Oppenheim Jg. 1893 deportiert 1941 Minsk ermordet |        | Eintrag auf stolpersteine-hamburg.de                                                                                       |
| Bogenstraße 19 ·              | Norbert Wirth                         | Hier wohnte Norbert Wirth Jg. 1885 'Schutzhaft' 1938 Sachsenhausen deportiert 1941 Minsk ermordet                                                                                   |        | Eintrag auf stolpersteine-hamburg.de                                                                                       |
| Bogenstraße 23 ·              | Gertrud Baruch                        | Hier wohnte Gertrud Baruch Jg. 1892 deportiert 1942 Auschwitz ermordet |        | Eintrag auf stolpersteine-hamburg.de                                                                                       |
| Bogenstraße 23 ·              | Elisabeth Bruhn                       | Hier wohnte Elisabeth Bruhn Jg. 1894 KPD ermordet 14.2.1944 KZ Neuengamme |        | Eintrag auf stolpersteine-hamburg.de Ein weiterer Stolperstein befindet sich in Hamburg-Eilbek.                            |
| Bogenstraße 23 ·              | Adolf Schröder                        | Hier wohnte Adolf Schröder Jg. 1885 ermordet 12.1.1945 KZ Neuengamme |        | Eintrag auf stolpersteine-hamburg.de                                                                                       |
| Bogenstraße 25 ·              | Hermann Asser                         | Hier wohnte Hermann Asser Jg. 1872 deportiert 1942 Theresienstadt befreit |        | Eintrag auf stolpersteine-hamburg.de                                                                                       |
| Bogenstraße 25 ·              | Jettchen Asser geb. Sommer            | Hier wohnte Jettchen Asser geb. Sommer Jg. 1876 deportiert 1942 Theresienstadt befreit                                                                                              |        | Eintrag auf stolpersteine-hamburg.de                                                                                       |
| Bogenstraße 25 ·              | Betti Lasowski geb. Frankenthal       | Hier wohnte Betti Lasowski geb. Frankenthal Jg. 1895 deportiert 1941 Riga-Jungfernhof ermordet                                                                                      |        | Eintrag auf stolpersteine-hamburg.de                                                                                       |
| Bogenstraße 25 ·              | Samuel Lasowski                       | Hier wohnte Samuel Lasowski Jg. 1874 deportiert 1941 Riga-Jungfernhof ermordet |        | Eintrag auf stolpersteine-hamburg.de                                                                                       |
| Bogenstraße 25 ·              | Ruth Meyer                            | Hier wohnte Ruth Meyer Jg. 1935 deportiert ermordet am 1.10.1944 in Auschwitz |        | Eintrag auf stolpersteine-hamburg.de Ein weiterer Stolperstein befindet sich in Hamburg-St. Pauli.                         |
| Bogenstraße 25 ·              | Hugo Salinger                         | Hier wohnte Dr. Hugo Salinger Jg. 1866 deportiert ermordet am 8.8.1944 in Theresienstadt                                                                                            |        | Eintrag auf stolpersteine-hamburg.de Ein weiterer Stolperstein befindet sich in Hamburg-Harvestehude.                      |
| Bogenstraße 25 ·              | Denny Zimmack                         | Hier wohnte Denny Zimmack Jg. 1941 deportiert 1941 Riga ermordet 26.3.1942 |        | Eintrag auf stolpersteine-hamburg.de                                                                                       |
| Bogenstraße 25 ·              | Else Zimmack geb. Herbst              | Hier wohnte Else Zimmack geb. Herbst Jg. 1914 deportiert 1941 Riga ermordet 26.3.1942                                                                                               |        | Eintrag auf stolpersteine-hamburg.de                                                                                       |
| Bogenstraße 27 ·              | Else Bernstein                        | Hier wohnte Else Bernstein Jg. 1923 deportiert 1942 Auschwitz ??? |        | Eintrag auf stolpersteine-hamburg.de                                                                                       |
| Bogenstraße 27 ·              | Kätie Bernstein geb. Hirsch           | Hier wohnte Kätie Bernstein geb. Hirsch Jg. 1902 deportiert 1942 Auschwitz ??? |        | Eintrag auf stolpersteine-hamburg.de                                                                                       |
| Bogenstraße 27 ·              | Rosa Heilbutt geb. Hanau              | Hier wohnte Rosa Heilbutt geb. Hanau Jg. 1876 deportiert 1941 Riga ??? |        | Eintrag auf stolpersteine-hamburg.de                                                                                       |
| Bogenstraße 27 ·              | Gertrud Hess geb. Levy                | Hier wohnte Gertrud Hess geb. Levy Jg. 1871 deportiert 1942 Theresienstadt 1944 Auschwitz ???                                                                                       |        | Eintrag auf stolpersteine-hamburg.de                                                                                       |
| Bogenstraße 27 ·              | Erna Kleve geb. Lasch                 | Hier wohnte Erna Kleve geb. Lasch Jg. 1889 deportiert 1942 Auschwitz ??? |        | Eintrag auf stolpersteine-hamburg.de                                                                                       |
| Bogenstraße 27 ·              | Siegfried Kleve                       | Hier wohnte Siegfried Kleve Jg. 1879 1941 KZ Fuhlsbüttel deportiert 1942 Auschwitz ???                                                                                              |        | Eintrag auf stolpersteine-hamburg.de                                                                                       |
| Bogenstraße 27 ·              | Sara Levy geb. Bachrach               | Hier wohnte Sara Levy geb. Bachrach Jg. 1865 deportiert 1942 Theresienstadt ermordet 16.9.1942                                                                                      |        | Eintrag auf stolpersteine-hamburg.de                                                                                       |
| Bogenstraße 49 ·              | Ludwig Pick                           | Hier wohnte Ludwig Pick Jg. 1880 deportiert 1941 Minsk ermordet |        | Eintrag auf stolpersteine-hamburg.de                                                                                       |
| Bogenstraße 49 ·              | Olga Pick geb. Sussmann               | Hier wohnte Olga Pick geb. Sussmann Jg. 1887 deportiert 1941 Minsk ermordet |        | Eintrag auf stolpersteine-hamburg.de                                                                                       |
| Bundesstraße 74 ·             | Martha Muchow                         | Hier wohnte Martha Muchow Jg. 1892 gedemütigt/entrechtet Flucht in den Tod 29.9.1933                                                                                                |        | Eintrag auf stolpersteine-hamburg.de Ein weiterer Stolperstein befindet sich in Hamburg-Rotherbaum.                        |
| Bundesstraße 78 ·             | Martha Behrend                        | Hier lehrte Martha Behrend Jg. 1881 deportiert 1941 Ghetto Minsk ermordet |        | Eintrag auf stolpersteine-hamburg.de Ein weiterer Stolperstein befindet sich in Hamburg-Harvestehude.                      |
| Bundesstraße 78 ·             | Rahel Brüh geb. Schapiro              | Hier lernte Rahel Brüh geb. Schapiro Jg. 1915 Flucht 1939 Lettland Schicksal unbekannt                                                                                              |        | Eintrag auf stolpersteine-hamburg.de Ein weiterer Stolperstein befindet sich in Hamburg-Winterhude.                        |
| Bundesstraße 78 ·             | Julie Cahn geb. Horwitz               | Hier lernte Julie Cahn geb. Horwitz Jg. 1904 eingewiesen 1940 Heilanstalt Langenhorn 'verlegt' 23.9.1940 Brandenburg ermordet 23.9.1940 Aktion T4                                   |        | Eintrag auf stolpersteine-hamburg.de Ein weiterer Stolperstein befindet sich in Hamburg-Harvestehude.                      |
| Bundesstraße 78 ·             | Hildegard Czyzyk geb. Giesenow        | Hier lernte Hildegard Czyzyk geb. Giesenow Jg. 1904 unfreiwillig verzogen 1934 Danzig deportiert 1940 Ghetto Warschau ermordet                                                      |        | Eintrag auf stolpersteine-hamburg.de                                                                                       |
| Bundesstraße 78 ·             | Ilse Frensdorff geb. Fallek           | Hier lernte Ilse Frensdorff geb. Fallek Jg. 1901 deportiert 1941 Ghetto Minsk ermordet                                                                                              |        | Eintrag auf stolpersteine-hamburg.de Ein weiterer Stolperstein befindet sich in Hamburg-Harvestehude.                      |
| Bundesstraße 78 ·             | Alice Maschke geb. Fraenkel           | Hier lernte Alice Maschke geb. Fraenkel Jg. 1912 deportiert 1941 Ghetto Minsk ermordet                                                                                              |        | Eintrag auf stolpersteine-hamburg.de Ein weiterer Stolperstein befindet sich in Hamburg-Harvestehude.                      |
| Bundesstraße 78 ·             | Irmgard Masse                         | Hier lernte Irmgard Masse Jg. 1915 deportiert 1943 Auschwitz ermordet |        | Eintrag auf stolpersteine-hamburg.de Ein weiterer Stolperstein befindet sich in Hamburg-Rotherbaum.                        |
| Bundesstraße 78 ·             | Blanka Frieda Redlich geb. Neumark    | Hier lernte Blanka Frieda Redlich geb. Neumark Jg. 1905 deportiert 1941 Ghetto Minsk ermordet                                                                                       |        | Eintrag auf stolpersteine-hamburg.de Ein weiterer Stolperstein befindet sich in Hamburg-Hoheluft-West.                     |
| Bundesstraße 78 ·             | Magda Thürey geb. Bär                 | Hier lernte Magda Thürey geb. Bär Jg. 1899 im Widerstand verhaftet 30.10.1943 KZ Fuhlsbüttel tot an Haftfolgen 17. Juli 1945                                                        |        | Eintrag auf stolpersteine-hamburg.de Ein weiterer Stolperstein befindet sich bei der Emilienstraße 30.                     |
| Bundesstraße 95 ·             | Wilhelm Clasen                        | Hier wohnte Wilhelm Clasen Jg. 1883 verhaftet Juni 1943 Gefängnis Fuhlsbüttel Neuengamme ertrunken 3.5.1945 MS Cap Arcona                                                           |        | Eintrag auf stolpersteine-hamburg.de                                                                                       |
| Bundesstraße 95 ·             | Erwin Sänger                          | Hier wohnte Erwin Sänger Jg. 1935 eingewiesen Kinderfachabteilung 'Heilanstalt' Langenhorn ermordet 10.4.1943                                                                       |        | Eintrag auf stolpersteine-hamburg.de                                                                                       |
| Bundesstraße 95 ·             | Flora Sänger geb. Löwenberg           | Hier wohnte Flora Sänger geb. Löwenberg Jg. 1895 deportiert 1942 Theresienstadt 1944 Auschwitz ermordet                                                                             |        | Eintrag auf stolpersteine-hamburg.de                                                                                       |
| Bundesstraße 95 ·             | Rosa Sänger geb. Friedburg            | Hier wohnte Rosa Sänger geb. Friedburg Jg. 1866 deportiert 1942 Theresienstadt ermordet 21.4.1944                                                                                   |        | Eintrag auf stolpersteine-hamburg.de                                                                                       |
| Bundesstraße 95 ·             | Willy Sänger                          | Hier wohnte Willy Sänger Jg. 1893 deportiert 1942 Theresienstadt 1944 Auschwitz ermordet                                                                                            |        | Eintrag auf stolpersteine-hamburg.de                                                                                       |
| Eduardstraße 40 ·             | Karl Heinz Bass                       | Hier wohnte Karl Heinz Bass Jg. 1925 deportiert 1943 Theresienstadt 1944 Auschwitz ermordet                                                                                         |        | Eintrag auf stolpersteine-hamburg.de                                                                                       |
| Eichenstraße 22 ·             | Ellen Kämpfer geb. Holstein           | Hier wohnte Ellen Kämpfer geb. Holstein Jg. 1894 deportiert 1941 Łodz 1942 Chelmno ???                                                                                              |        | Eintrag auf stolpersteine-hamburg.de                                                                                       |
| Eichenstraße 22 ·             | Betty Holstein                        | Hier wohnte Betty Holstein Jg. 1884 deportiert 1941 Łodz 1942 Chelmno ??? |        | Eintrag auf stolpersteine-hamburg.de                                                                                       |
| Eichenstraße 22 ·             | Channa Wiener geb. Niessengart        | Hier wohnte Channa Wiener geb. Niessengart Jg. 1888 deportiert 1941 Minsk ??? |        | Eintrag auf stolpersteine-hamburg.de                                                                                       |
| Eichenstraße 22 ·             | Jacob Wiener                          | Hier wohnte Jacob Wiener Jg. 1879 deportiert 1941 Minsk ??? |        | Eintrag auf stolpersteine-hamburg.de                                                                                       |
| Eichenstraße 46 ·             | Charles Ernest Halle                  | Hier wohnte Charles Ernest Halle Jg. 1879 'Schutzhaft' 1938 KZ Fuhlsbüttel deportiert 1942 Riga ermordet 22.10.1942                                                                 |        | Eintrag auf stolpersteine-hamburg.de                                                                                       |
| Eichenstraße 46 ·             | Charlotte von Halle geb. Joseph       | Hier wohnte Charlotte von Halle geb. Joseph Jg. 1876 deportiert 1943 Theresienstadt 1944 Auschwitz ermordet                                                                         |        | Eintrag auf stolpersteine-hamburg.de                                                                                       |
| Eichenstraße 54 ·             | Elsa Coutinho geb. Neuberg            | Hier wohnte Elsa Coutinho geb. Neuberg Jg. 1886 verhaftet 1940 Gefängnis Hamburg deportiert 1941 ermordet in Riga                                                                   |        | Eintrag auf stolpersteine-hamburg.de                                                                                       |
| Eichenstraße 54 ·             | Hans Greiffenhagen                    | Hier wohnte Hans Greiffenhagen Jg. 1872 deportiert 1942 Theresienstadt ermordet 16.2.1944                                                                                           |        | Eintrag auf stolpersteine-hamburg.de                                                                                       |
| Eichenstraße 54 ·             | Käthe Greiffenhagen geb. Goldschmidt  | Hier wohnte Käthe Greiffenhagen geb. Goldschmidt Jg. 1902 deportiert 1942 Theresienstadt ermordet 6.10.1942                                                                         |        | Eintrag auf stolpersteine-hamburg.de                                                                                       |
| Eichenstraße 58 ·             | Johann Baucke                         | Hier wohnte Johann Baucke Jg. 1890 ermordet 25.2.1945 KZ Neuengamme |        | Eintrag auf stolpersteine-hamburg.de                                                                                       |
| Eichenstraße 59 ·             | Conrad Kaiser                         | Hier wohnte Conrad Kaiser Jg. 1892 verhaftet 'Vorbereitung zum Hochverrat' 1944 Neuengamme ertrunken 3.5.1945 Cap Arcona                                                            |        | Eintrag auf stolpersteine-hamburg.de                                                                                       |
| Eidelstedter Weg 25 ·         | Hermann Küster                        | Hier wohnte Hermann Küster Jg. 1892 mehrmals verhaftet zuletzt 1938 KZ Fuhlsbüttel Sachsenhausen ermordet 26.4.1942                                                                 |        | Eintrag auf stolpersteine-hamburg.de                                                                                       |
| Eimsbütteler Chaussee 16 ·    | Heimann Freundlich                    | Hier wohnte Heimann Freundlich Jg. 1882 deportiert 1941 Minsk ermordet |        | Eintrag auf stolpersteine-hamburg.de                                                                                       |
| Eimsbütteler Chaussee 16 ·    | Meta Freundlich geb. Oppenheimer      | Hier wohnte Meta Freundlich geb. Oppenheimer Jg. 1893 deportiert 1941 Minsk ermordet                                                                                                |        | Eintrag auf stolpersteine-hamburg.de                                                                                       |
| Eimsbütteler Chaussee 23 ·    | Pauline Sommer                        | Hier wohnte Pauline Sommer Jg. 1873 deportiert 1942 Theresienstadt ermordet 14.1.1944                                                                                               |        | Eintrag auf stolpersteine-hamburg.de                                                                                       |
| Eimsbütteler Chaussee 25 ·    | Johanna Magnus                        | Hier wohnte Johanna Magnus Jg. 1901 deportiert 1941 Łodz/Litzmannstadt 1942 Chelmno/Kulmhof ermordet Mai 1942                                                                       |        | Eintrag auf stolpersteine-hamburg.de                                                                                       |
| Eimsbütteler Chaussee 25 ·    | Klara Magnus geb. Fränkel             | Hier wohnte Klara Magnus geb. Fränkel Jg. 1871 deportiert 1941 ermordet in Minsk |        | Eintrag auf stolpersteine-hamburg.de                                                                                       |
| Eimsbütteler Chaussee 25 ·    | Moses Samuel Magnus                   | Hier wohnte Moses Samuel Magnus Jg. 1871 deportiert 1941 ermordet in Minsk |        | Eintrag auf stolpersteine-hamburg.de                                                                                       |
| Eimsbütteler Chaussee 25 ·    | Paul Meyer                            | Hier wohnte Paul Meyer Jg. 1889 deportiert 1941 Ghetto Minsk ermordet |        | Eintrag auf stolpersteine-hamburg.de                                                                                       |
| Eimsbütteler Chaussee 25 ·    | Sofie Wiesenfeld                      | Hier wohnte Sofie Wiesenfeld Jg. 1876 deportiert 1941 ermordet in Minsk |        | Eintrag auf stolpersteine-hamburg.de                                                                                       |
| Eimsbütteler Chaussee 37 ·    | Ida Weinstein                         | Hier wohnte Ida Weinstein Jg. 1910 deportiert 1942 ermordet in Riga |        | Eintrag auf stolpersteine-hamburg.de                                                                                       |
| Eimsbütteler Chaussee 41–45 · | Ella Maier                            | Hier wohnte Ella Maier Jg. 1926 deportiert 1941 Minsk ermordet |        | Eintrag auf stolpersteine-hamburg.de                                                                                       |
| Eimsbütteler Chaussee 41–45 · | Emma Maier geb. Renner                | Hier wohnte Emma Maier geb. Renner Jg. 1891 deportiert 1941 Minsk ermordet |        | Eintrag auf stolpersteine-hamburg.de                                                                                       |
| Eimsbütteler Chaussee 41–45 · | Josef Maier                           | Hier wohnte Josef Maier Jg. 1890 deportiert 1941 Minsk ermordet |        | Eintrag auf stolpersteine-hamburg.de                                                                                       |
| Eimsbütteler Chaussee 41–45 · | Hugo Maier                            | Hier wohnte Hugo Maier Jg. 1923 deportiert 1941 Minsk ermordet |        | Eintrag auf stolpersteine-hamburg.de                                                                                       |
| Eimsbütteler Chaussee 41–45 · | Therese Maier                         | Hier wohnte Therese Maier Jg. 1921 eingewiesen 1940 Heilanstalt Langenhorn 'verlegt' 23.9.1940 Brandenburg ermordet 23.9.1940 'Aktion T4'                                           |        | Eintrag auf stolpersteine-hamburg.de                                                                                       |
| Eimsbütteler Chaussee 61 ·    | Simon Siegmund Burchard               | Hier wohnte Simon Siegmund Burchard Jg. 1872 deportiert 1942 Theresienstadt 1942 Treblinka ermordet                                                                                 |        | Eintrag auf stolpersteine-hamburg.de                                                                                       |
| Eimsbütteler Chaussee 63 ·    | Ruth Kantorowicz                      | Hier wohnte Dr. Ruth Kantorowicz Jg. 1901 Flucht 1936 Holland interniert Westerbork deportiert 1942 ermordet in Auschwitz                                                           |        | Eintrag auf stolpersteine-hamburg.de Ein weiterer Stolperstein befindet sich in Hamburg-Harvestehude.                      |
| Eimsbütteler Chaussee 90 ·    | Erna Löw geb. Fries                   | Hier wohnte Erna Löw geb. Fries Jg. 1880 deportiert 1941 Riga ermordet |        | Eintrag auf stolpersteine-hamburg.de                                                                                       |
| Eimsbütteler Chaussee 90 ·    | Leo Löw                               | Hier wohnte Leo Löw Jg. 1876 deportiert 1941 Riga ermordet |        | Eintrag auf stolpersteine-hamburg.de                                                                                       |
| Eimsbütteler Chaussee 94 ·    | Edith Gerson                          | Hier wohnte Edith Gerson Jg. 1921 deportiert 1941 Łodz/Litzmannstadt ermordet |        | Eintrag auf stolpersteine-hamburg.de                                                                                       |
| Eimsbütteler Chaussee 94 ·    | Johanna Gerson geb. Ruben             | Hier wohnte Johanna Gerson geb. Ruben Jg. 1888 deportiert 1941 Łodz/Litzmannstadt 1944 Chełmno/Kulmhof ermordet Juni 1944                                                           |        | Eintrag auf stolpersteine-hamburg.de                                                                                       |
| Eimsbütteler Chaussee 94 ·    | Samuel Sally Gerson                   | Hier wohnte Samuel 'Sally' Gerson Jg. 1882 deportiert 1941 Łodz/Litzmannstadt ermordet 26.11.1942                                                                                   |        | Eintrag auf stolpersteine-hamburg.de                                                                                       |
| Eimsbütteler Chaussee 98 ·    | Friedrich Oppenheim                   | Hier wohnte Friedrich Oppenheim Jg. 1896 deportiert 1941 Ghetto Minsk ermordet |        | Eintrag auf stolpersteine-hamburg.de                                                                                       |
| Eimsbütteler Chaussee 98 ·    | Hermann Oppenheim                     | Hier wohnte Hermann Oppenheim Jg. 1927 deportiert 1941 Ghetto Minsk ermordet |        | Eintrag auf stolpersteine-hamburg.de                                                                                       |
| Eimsbütteler Chaussee 98 ·    | Irma Oppenheim geb. Stöhlker          | Hier wohnte Irma Oppenheim geb. Stöhlker Jg. 1903 deportiert 1941 Ghetto Minsk ermordet                                                                                             |        | Eintrag auf stolpersteine-hamburg.de                                                                                       |
| Eimsbütteler Chaussee 100 ·   | Frieda Gelbart geb. Feigen            | Hier wohnte Frieda Gelbart geb. Feigen Jg. 1892 'Polenaktion' 1938 Bentschen/Zbaszyn ermordet im besetzten Polen                                                                    |        | Eintrag auf stolpersteine-hamburg.de                                                                                       |
| Eimsbütteler Chaussee 100 ·   | Jakob Jankel Gelbart                  | Hier wohnte Jakob Jankel Gelbart Jg. 1894 'Polenaktion' 1938 Bentschen/Zbaszyn zurückgekehrt/verhaftet 1940 Sachsenhausen ermordet 16.2.1940                                        |        | Eintrag auf stolpersteine-hamburg.de                                                                                       |
| Eimsbütteler Chaussee 100 ·   | Josef Gelbart                         | Hier wohnte Josef Gelbart Jg. 1914 'Polenaktion' 1938 Bentschen/Zbaszyn ermordet im besetzten Polen                                                                                 |        | Eintrag auf stolpersteine-hamburg.de Ein weiterer Stolperstein befindet sich in Kaltenkirchen.                             |
| Eimsbütteler Straße 8 ·       | Moritz Wolff                          | Hier wohnte Moritz Wolff Jg. 1882 verhaftet 9.4.1943 KZ Fuhlsbüttel deportiert 1943 ermordet in Auschwitz                                                                           |        | Eintrag auf stolpersteine-hamburg.de                                                                                       |
| Eimsbütteler Straße 24 ·      | Elsa Bromberger geb. Bandmann         | Hier wohnte Elsa Bromberger geb. Bandmann Jg. 1880 deportiert 1941 Łodz/Litzmannstadt 1942 Chelmno/Kulmhof ermordet                                                                 |        | Eintrag auf stolpersteine-hamburg.de                                                                                       |
| Eimsbütteler Straße 24 ·      | Max Bromberger                        | Hier wohnte Max Bromberger Jg. 1884 deportiert 1941 Łodz/Litzmannstadt 1942 Chelmno/Kulmhof ermordet                                                                                |        | Eintrag auf stolpersteine-hamburg.de                                                                                       |
| Eimsbütteler Straße 24 ·      | Marie Friederike Eisenberg            | Hier wohnte Marie Friederike Eisenberg Jg. 1893 deportiert 1941 Łodz/Litzmannstadt ermordet                                                                                         |        | Eintrag auf stolpersteine-hamburg.de                                                                                       |
| Emilienstraße 30 ·            | Magda Thürey geb. Bär                 | Hier wohnte Magda Thürey geb. Bär Jg. 1899 verhaftet 1943 Fuhlsbüttel tot an Haftfolgen 17.7.1945                                                                                   |        | Eintrag auf stolpersteine-hamburg.de Ein weiterer Stolperstein befindet sich bei der Bundesstraße 78.                      |
| Emilienstraße 30 ·            | Paul Thürey                           | Hier wohnte Paul Thürey Jg. 1903 verhaftet 1943 Fuhlsbüttel hingerichtet 26.6.1944                                                                                                  |        | Eintrag auf stolpersteine-hamburg.de Ein weiterer Stolperstein befindet sich in Hamburg-Neustadt.                          |
| Emilienstraße 67 ·            | Moriz Appermann                       | Hier wohnte Moriz Appermann Jg. 1883 verhaftet 1942 KZ Fuhlsbüttel ermordet 30.3.1942                                                                                               |        | Eintrag auf stolpersteine-hamburg.de                                                                                       |
| Eppendorfer Weg 54 ·          | Charlotte Freundlich geb. Behrendt    | Hier wohnte Charlotte Freundlich geb. Behrendt Jg. 1880 deportiert 1941 Minsk ???                                                                                                   |        | Eintrag auf stolpersteine-hamburg.de                                                                                       |
| Eppendorfer Weg 54 ·          | Martin Freundlich                     | Hier wohnte Martin Freundlich Jg. 1885 deportiert 1941 Minsk ??? |        | Eintrag auf stolpersteine-hamburg.de                                                                                       |
| Eppendorfer Weg 57 ·          | Oskar Mielke                          | Hier wohnte Oskar Mielke Jg. 1908 im Widerstand/KPD verhaftet 28.2.1933 KZ Fuhlsbüttel Zuchthaus Oslebshausen 1942 Strafbataillon 999 Griechenland überlebt                         |        | Eintrag auf stolpersteine-hamburg.de                                                                                       |
| Eppendorfer Weg 57 ·          | Paula Mielke geb. Jungmann            | Hier wohnte Paula Mielke geb. Jungmann gesch. Sens Jg. 1910 im Widerstand/KPD verhaftet 1933 und 1936 KZ Fuhlsbüttel entlassen Dez. 1936                                            |        | Eintrag auf stolpersteine-hamburg.de                                                                                       |
| Eppendorfer Weg 62 ·          | Gustav Abendana Belmonte              | Hier wohnte Gustav Abendana Belmonte Jg. 1891 1938–39 KZ Fuhlsbüttel deportiert 1942 Theresienstadt tot 1944 Auschwitz                                                              |        | Eintrag auf stolpersteine-hamburg.de                                                                                       |
| Eppendorfer Weg 62 ·          | Jenny Belmonte geb. Simon             | Hier wohnte Jenny Belmonte geb. Simon Jg. 1860 deportiert 1942 Theresienstadt tot 1944                                                                                              |        | Eintrag auf stolpersteine-hamburg.de                                                                                       |
| Eppendorfer Weg 62 ·          | Wilibald Belmonte                     | Hier wohnte Willibald Belmonte Jg. 1892 verhaftet 1939 KZ Fuhlsbüttel Gefängnis Glasmoor deportiert 1941 Minsk ermordet                                                             |        | Eintrag auf stolpersteine-hamburg.de                                                                                       |
| Eppendorfer Weg 78 ·          | Mailech Rajsfus                       | Hier wohnte Mailech Rajsfus Jg. 1893 ausgewiesen 1938 Zbaszyn/Polen ??? |        | Eintrag auf stolpersteine-hamburg.de                                                                                       |
| Eppendorfer Weg 78 ·          | Mathilde Rajsfus geb. Nissensohn      | Hier wohnte Mathilde Rajsfus geb. Nissensohn Jg. 1894 ausgewiesen 1938 Zbaszyn/Polen deportiert 1941 Riga ermordet 1944 in Stutthof                                                 |        | Eintrag auf stolpersteine-hamburg.de                                                                                       |
| Eppendorfer Weg 88 ·          | Alfred Funke                          | Hier wohnte Alfred Funke Jg. 1900 deportiert 1941 ermordet in Minsk |        | Eintrag auf stolpersteine-hamburg.de                                                                                       |
| Eppendorfer Weg 88 ·          | Johanna Funke geb. Königsberger       | Hier wohnte Johanna Funke geb. Königsberger Jg. 1904 deportiert 1941 ermordet in Minsk                                                                                              |        | Eintrag auf stolpersteine-hamburg.de                                                                                       |
| Eppendorfer Weg 121 ·         | Gerda Eva Seelheim geb. Cohn          | Hier wohnte Gerda Eva Seelheim geb. Cohn Jg. 1906 eingewiesen 1935 Heilanstalt Langenhorn 'verlegt' 15.8.1935 Heilanstalt Ilten tot 17.6.1945                                       |        | Eintrag auf stolpersteine-hamburg.de                                                                                       |
| Eschenstieg 3 ·               | Johanna Hirsch geb. Rosenthal         | Hier wohnte Johanna Hirsch geb. Rosenthal Jg. 1908 deportiert 1941 ermordet in Minsk                                                                                                |        | Eintrag auf stolpersteine-hamburg.de                                                                                       |
| Eschenstieg 3 ·               | Kurt Hirsch                           | Hier wohnte Kurt Hirsch Jg. 1915 deportiert 1941 ermordet in Minsk |        | Eintrag auf stolpersteine-hamburg.de                                                                                       |
| Eschenstieg 3 ·               | Else Rosenthal                        | Hier wohnte Else Rosenthal Jg. 1911 deportiert 1941 Łodz ermordet |        | Eintrag auf stolpersteine-hamburg.de                                                                                       |
| Eschenstieg 3 ·               | Josephine Rosenthal geb. Epstein      | Hier wohnte Josephine Rosenthal geb. Epstein Jg. 1878 deportiert 1941 Łodz ermordet 3.5.1942                                                                                        |        | Eintrag auf stolpersteine-hamburg.de                                                                                       |
| Eschenstieg 3 ·               | Reinhard Rosenthal                    | Hier wohnte Reinhard Rosenthal Jg. 1933 deportiert 1941 Łodz ermordet 3.5.1942 |        | Eintrag auf stolpersteine-hamburg.de                                                                                       |
| Felix-Dahn-Straße 2 ·         | Johanna Samson geb. Weis              | Hier wohnte Johanna Samson geb. Weis Jg. 1870 deportiert 1942 Theresienstadt ermordet 11.8.1942                                                                                     |        | Eintrag auf stolpersteine-hamburg.de                                                                                       |
| Fettstraße 1 ·                | Eduard Ripperger                      | Hier wohnte Eduard Ripperger Jg. 1902 eingewiesen 1921 Alsterdorfer Anstalten 'verlegt' 27.11.1941 Heilanstalt Tiegenhof ermordet 21.5.1942                                         |        | Eintrag auf stolpersteine-hamburg.de                                                                                       |
| Fruchtallee 27 ·              | Irma Freundlich geb. Beith            | Hier wohnte Irma Freundlich geb. Beith Jg. 1896 deportiert 1942 Auschwitz ermordet                                                                                                  |        | Eintrag auf stolpersteine-hamburg.de                                                                                       |
| Fruchtallee 27 ·              | Paul Freundlich                       | Hier wohnte Paul Freundlich Jg. 1879 deportiert 1942 Auschwitz ermordet |        | Eintrag auf stolpersteine-hamburg.de                                                                                       |
| Fruchtallee 107 ·             | Josef Birmann                         | Hier wohnte Josef Birmann Jg. 1889 ausgewiesen 1938 Zbaszyn/Polen deportiert Łodz ermordet in Chelmno                                                                               |        | Eintrag auf stolpersteine-hamburg.de                                                                                       |
| Fruchtallee 107 ·             | Marion Birmann                        | Hier wohnte Marion Birmann Jg. 1928 ausgewiesen 1938 Zbaszyn/Polen deportiert Łodz ermordet in Chelmno                                                                              |        | Eintrag auf stolpersteine-hamburg.de                                                                                       |
| Fruchtallee 107 ·             | Ruth Birmann                          | Hier wohnte Ruth Birmann Jg. 1921 ausgewiesen 1938 Zbaszyn/Polen deportiert Łodz ermordet in Chelmno                                                                                |        | Eintrag auf stolpersteine-hamburg.de                                                                                       |
| Fruchtallee 107 ·             | Selma Birmann geb. Nissensohn         | Hier wohnte Selma Birmann geb. Nissensohn Jg. 1890 ausgewiesen 1938 Zbaszyn/Polen deportiert Łodz ermordet in Chelmno                                                               |        | Eintrag auf stolpersteine-hamburg.de                                                                                       |
| Fruchtallee 107 ·             | Werner Birmann                        | Hier wohnte Werner Birmann Jg. 1924 ausgewiesen 1938 Zbaszyn/Polen deportiert Łodz ermordet in Chelmno                                                                              |        | Eintrag auf stolpersteine-hamburg.de                                                                                       |
| Fruchtallee 115 ·             | Horst Fröhlich                        | Hier wohnte Horst Fröhlich Jg. 1891 im Widerstand/KPD verhaftet 1935 Zuchthaus Fuhlsbüttel deportiert 1942 Auschwitz ermordet 4.1.1943                                              |        | Eintrag auf stolpersteine-hamburg.de                                                                                       |
| Fruchtallee 115 ·             | Oskar Helle                           | Hier wohnte Oskar Helle Jg. 1933 deportiert 1941 Minsk ermordet |        | Eintrag auf stolpersteine-hamburg.de ein weiterer Stein für Oskar Helle siehe Martin-Luther-King-Platz 3                   |
| Fruchtallee 115 ·             | Alice Reinmann geb. Baer              | Hier wohnte Alice Reinmann geb. Baer Jg. 1890 deportiert 1941 Łodz 1942 Chelmno ermordet                                                                                            |        | Eintrag auf stolpersteine-hamburg.de                                                                                       |
| Fruchtallee 115 ·             | Julius Reinmann                       | Hier wohnte Julius Reinmann Jg. 1877 verhaftet 1938 KZ Fuhlsbüttel 1940 Sachsenhausen ermordet 21.10.1940 Dachau                                                                    |        | Eintrag auf stolpersteine-hamburg.de                                                                                       |
| Fruchtallee 135 ·             | Kurt Popper                           | Hier wohnte Kurt Popper Jg. 1908 deportiert 1941 Minsk ermordet |        | Eintrag auf stolpersteine-hamburg.de verlegt vor Fruchtallee 115                                                           |
| Goebenstraße 10 ·             | Anne Kahl                             | Hier wohnte Anne Kahl Jg. 1922 eingewiesen 1925 Alsterdorfer Anstalten 'verlegt' 16.8.1943 Am Steinhof/Wien tot 8.9.1945 Ursache: Fortgesetzte Mangelernährung                      |        | Eintrag auf stolpersteine-hamburg.de                                                                                       |
| Goebenstraße 46 ·             | Else Moll                             | Hier wohnte Else Moll Jg. 1912 eingewiesen 1925 Alsterdorfer Anstalten 'verlegt' 16.8.1943 ‚Heilanstalt‘ Am Steinhof/Wien ermordet 15.11.1944                                       |        | Eintrag auf stolpersteine-hamburg.de                                                                                       |
| Gravensteiner Straße 3 ·      | Hans-Erich Breng                      | Hier wohnte Hans-Erich Breng Jg. 1921 eingewiesen 1937 Alsterdorfer Anstalten verlegt 28.7.1941 Heilanstalt Langenhorn 27.11.1941 Tiegenhof ermordet 21.4.1942                      |        | Eintrag auf stolpersteine-hamburg.de                                                                                       |
| Gravensteiner Straße 3 ·      | Heinrich Zöhrens                      | Hier wohnte Heinrich Zöhrens Jg. 1910 seit 1937 mehrere Versorgungsheime 'verlegt' Landesheilanstalt Meseritz-Obrawalde ermordet 5.2.1943                                           |        | Eintrag auf stolpersteine-hamburg.de                                                                                       |
| Gustav-Falke-Straße 5 ·       | Willy Franz Wiesenthal                | Hier wohnte Dr. Willy Franz Wiesenthal Jg. 1866 deportiert 1942 Theresienstadt ermordet 7.1.1943                                                                                    |        | Eintrag auf stolpersteine-hamburg.de                                                                                       |
| Gustav-Falke-Straße 9 ·       | Erich Schütt                          | Hier wohnte Erich Schütt Jg. 1920 verhaftet enthauptet 15.1.1943 Zuchthaus Brandenburg-Görden                                                                                       |        | Eintrag auf stolpersteine-hamburg.de                                                                                       |
| Hartwig-Hesse-Straße 8 ·      | Frida Weinzweig geb. Renner           | Hier wohnte Frida Weinzweig geb. Renner Jg. 1878 deportiert 1942 Theresienstadt ermordet 27.4.1944                                                                                  |        | Eintrag auf stolpersteine-hamburg.de                                                                                       |
| Hellkamp 31 ·                 | Henriette Lehmann geb. Samuel         | Hier wohnte Henriette Lehmann geb. Samuel Jg. 1880 deportiert 1941 Riga ermordet |        | Eintrag auf stolpersteine-hamburg.de                                                                                       |
| Hellkamp 31 ·                 | Philipp Lehmann                       | Hier wohnte Philipp Lehmann Jg. 1876 deportiert 1941 Riga ermordet |        | Eintrag auf stolpersteine-hamburg.de                                                                                       |
| Hellkamp 39 ·                 | Walter Gutmann                        | Hier wohnte Walter Gutmann Jg. 1893 deportiert Auschwitz ermordet 21.1.1943 |        | Eintrag auf stolpersteine-hamburg.de Ein weiterer Stolperstein befindet sich in Hamburg-Hamm.                              |
| Hellkamp 63 ·                 | Rosa Krause                           | Hier wohnte Rosa Krause Jg. 1929 eingewiesen 1940 Alsterdorfer Anstalten 'verlegt' 16.8.1943 Am Steinhof Wien ermordet 29.3.1945                                                    |        | Eintrag auf stolpersteine-hamburg.de                                                                                       |
| Hellkamp 70 ·                 | Kurt Max Nüss                         | Hier wohnte Kurt Max Nüss Jg. 1931 eingewiesen 1931 Alsterdorfer Anstalten ‚verlegt‘ 7.8.1943 Heilanstalt Kalmenhof ‚Kinderfachabteilung‘ ermordet 7.9.1943                         |        | Eintrag auf stolpersteine-hamburg.de                                                                                       |
| Hellkamp 75 ·                 | Erich Putlitz                         | Hier wohnte Erich Putlitz Jg. 1910 eingewiesen 1917 Alsterdorfer Anstalten Heilanstalt Langenhorn verlegt 27.11.1941 Heilanstalt Tiegenhof ermordet 6.1.1942                        |        | Eintrag auf stolpersteine-hamburg.de                                                                                       |
| Henriettenstraße 16 ·         | Georg Knaus                           | Hier wohnte Georg Knaus Jg. 1898 verhaftet 1938/39 Fuhlsbüttel Neuengamme ermordet                                                                                                  |        | Eintrag auf stolpersteine-hamburg.de                                                                                       |
| Henriettenstraße 32 ·         | Iwan Emanuel                          | Hier wohnte Iwan Emanuel Jg. 1876 deportiert 1941 Minsk ??? |        | Eintrag auf stolpersteine-hamburg.de                                                                                       |
| Henriettenstraße 71 ·         | Gerda Simonsohn                       | Hier wohnte Gerda Simonsohn Jg. 1931 deportiert 1941 Ghetto Minsk ermordet |        | Eintrag auf stolpersteine-hamburg.de                                                                                       |
| Henriettenstraße 71 ·         | Grethe Sarah Simonsohn geb. Gerson    | Hier wohnte Grethe Sarah Simonsohn geb. Gerson Jg. 1901 deportiert 1941 Ghetto Minsk ermordet                                                                                       |        | Eintrag auf stolpersteine-hamburg.de                                                                                       |
| Henriettenstraße 71 ·         | Karl Simonsohn                        | Hier wohnte Karl Simonsohn Jg. 1903 deportiert 1941 Ghetto Minsk ermordet |        | Eintrag auf stolpersteine-hamburg.de                                                                                       |
| Henriettenweg 5 ·             | Moritz Kohl                           | Hier wohnte Moritz Kohl Jg. 1877 deportiert 1945 Theresienstadt befreit/krank überlebt tot an den Spätfolgen                                                                        |        | Eintrag auf stolpersteine-hamburg.de                                                                                       |
| Heußweg 9 ·                   | Louis Blumenthal                      | Hier wohnte Louis Blumenthal Jg. 1888 Freitod 29.10.1942 |        | Eintrag auf stolpersteine-hamburg.de                                                                                       |
| Heußweg 9 ·                   | Selma Blumenthal geb. Cohn            | Hier wohnte Selma Blumenthal geb. Cohn Jg. 1897 deportiert 1943 Theresienstadt 1944 Auschwitz ???                                                                                   |        | Eintrag auf stolpersteine-hamburg.de                                                                                       |
| Heußweg 9 ·                   | Louis Lübeck                          | Hier wohnte Louis Lübeck Jg. 1879 1938–1943 Haft deportiert 1943 Auschwitz ermordet 11.5.1943                                                                                       |        | Eintrag auf stolpersteine-hamburg.de                                                                                       |
| Heußweg 9 ·                   | Dorothea Seligmann geb. Cohen         | Hier wohnte Dorothea Seligmann geb. Cohen Jg. 1875 deportiert 1941 Łodz ??? |        | Eintrag auf stolpersteine-hamburg.de                                                                                       |
| Heußweg 10 ·                  | Emil Ascher                           | Hier wohnte Emil Ascher Jg. 1887 deportiert 1941 Minsk ermordet |        | Eintrag auf stolpersteine-hamburg.de                                                                                       |
| Heußweg 10 ·                  | Gertrud Ascher geb. Rosenbaum         | Hier wohnte Gertrud Ascher geb. Rosenbaum Jg. 1885 deportiert 1941 Minsk ermordet                                                                                                   |        | Eintrag auf stolpersteine-hamburg.de Ein weiterer Stolperstein befindet sich in Parchim.                                   |
| Heußweg 10 ·                  | Kurt Ascher                           | Hier wohnte Kurt Ascher Jg. 1920 deportiert Richtung Osten ermordet |        | Eintrag auf stolpersteine-hamburg.de Ein weiterer Stolperstein befindet sich in Parchim.                                   |
| Heußweg 10 ·                  | Rolf Ascher                           | Hier wohnte Rolf Ascher Jg. 1921 deportiert 1941 Minsk ermordet |        | Eintrag auf stolpersteine-hamburg.de Ein weiterer Stolperstein befindet sich in Parchim.                                   |
| Heußweg 16 ·                  | Isidor Fries                          | Hier wohnte Isidor Fries Jg. 1855 deportiert 1943 Theresienstadt ermordet 10.8.1943                                                                                                 |        | Eintrag auf stolpersteine-hamburg.de                                                                                       |
| Heußweg 17 ·                  | Frieda Emanuel                        | Hier wohnte Frieda Emanuel Jg. 1913 1938 KZ Fuhlsbüttel deportiert 1942 Ravensbrück ???                                                                                             |        | Eintrag auf stolpersteine-hamburg.de                                                                                       |
| Heußweg 17 ·                  | Marion Emanuel                        | Hier wohnte Marion Emanuel Jg. 1935 deportiert 1942 Theresienstadt 1944 Auschwitz ???                                                                                               |        | Eintrag auf stolpersteine-hamburg.de                                                                                       |
| Heußweg 17 ·                  | Rosa Emanuel                          | Hier wohnte Rosa Emanuel Jg. 1911 1941 KZ Fuhlsbüttel deportiert 1941 Ravensbrück ermordet 7.2.1942                                                                                 |        | Eintrag auf stolpersteine-hamburg.de                                                                                       |
| Heußweg 17 ·                  | Wolfgang Emanuel                      | Hier wohnte Wolfgang Emanuel Jg. 1935 deportiert 1942 Theresienstadt 1944 Auschwitz ???                                                                                             |        | Eintrag auf stolpersteine-hamburg.de                                                                                       |
| Heußweg 22 ·                  | Ingeborg Grammerstorf                 | Hier wohnte Ingeborg Grammerstorf Jg. 1929 eingewiesen 1939 Alsterdorfer Anstalten 'verlegt' 16.8.1943 Am Steinhof Wien ermordet 19.10.1944                                         |        | Eintrag auf stolpersteine-hamburg.de                                                                                       |
| Heußweg 102 ·                 | Olaf Diercks                          | Hier wohnte Olaf Diercks Jg. 1936 eingewiesen 1941 Alsterdorfer Anstalten ‚verlegt‘ 7.8.1943 ‚Heilanstalt‘ Kalmenhof/Idstein ermordet 7.9.1943                                      |        | Eintrag auf stolpersteine-hamburg.de                                                                                       |
| Heußweg 110 ·                 | Bernhard Rosenstein                   | Hier wohnte Bernhard Rosenstein Jg. 1910 verhaftet KZ Fuhlsbüttel ermordet 23.4.1945 KZ Neuengamme                                                                                  |        | Eintrag auf stolpersteine-hamburg.de                                                                                       |
| Heymannstraße 6 ·             | Henny Löwenberg                       | Hier wohnte Henny Löwenberg Jg. 1892 deportiert 1942 Auschwitz ermordet |        | Eintrag auf stolpersteine-hamburg.de                                                                                       |
| Heymannstraße 6 ·             | Michaelis Löwenberg                   | Hier wohnte Michaelis Löwenberg Jg. 1856 gedemütigt/entrechtet Flucht in den Tod 13.10.1940                                                                                         |        | Eintrag auf stolpersteine-hamburg.de                                                                                       |
| Heymannstraße 6 ·             | Rosa Rebecka Löwenberg geb. Seewald   | Hier wohnte Rosa Rebecka Löwenberg geb. Seewald Jg. 1865 deportiert 1942 Theresienstadt ermordet 20.1.1944                                                                          |        | Eintrag auf stolpersteine-hamburg.de                                                                                       |
| Heymannstraße 24 ·            | Emilie Gerechter geb. Bargebühr       | Hier wohnte Emilie Gerechter geb. Bargebühr Jg. 1887 Flucht 1937 Tschechoslowakei deportiert 1941 Łodz ermordet                                                                     |        | Eintrag auf stolpersteine-hamburg.de                                                                                       |
| Heymannstraße 24 ·            | Gertrud Gerechter                     | Hier wohnte Gertrud Gerechter Jg. 1909 Flucht 1937 Tschechoslowakei deportiert 1941 Łodz ermordet                                                                                   |        | Eintrag auf stolpersteine-hamburg.de                                                                                       |
| Hohe Weide 4 ·                | Arnold Zeckendorf                     | Hier wohnte Arnold Zeckendorf Jg. 1893 gedemütigt/entrechtet Flucht in den Tod 21.7.1942                                                                                            |        | Eintrag auf stolpersteine-hamburg.de                                                                                       |
| Hohe Weide 4 ·                | Kurt Zeckendorf                       | Hier wohnte Dr. Kurt Zeckendorf Jg. 1891 verhaftet/überführt Gefängnis Berlin ‚Schutzhaft‘ 1936 Sachsenhausen ermordet 20.1.1937                                                    |        | Eintrag auf stolpersteine-hamburg.de                                                                                       |
| Hohe Weide 5 ·                | Siegmund Schickler                    | Hier wohnte Siegmund Schickler Jg. 1875 verhaftet 1938 KZ Fuhlsbüttel deportiert 1941 Minsk ermordet                                                                                |        | Eintrag auf stolpersteine-hamburg.de                                                                                       |
| Hohe Weide 13 ·               | Jeanette Jacobsohn                    | Hier wohnte Jeanette Jacobsohn Jg. 1892 deportiert 1942 Theresienstadt tot 2.9.1942                                                                                                 |        | Eintrag auf stolpersteine-hamburg.de                                                                                       |
| Hohe Weide 25 ·               | Benjamin Landau                       | Hier wohnte Benjamin Landau Jg. 1893 KZ Fuhlsbüttel deportiert 1940 ermordet am 31.1.1941 in Dachau                                                                                 |        | Eintrag auf stolpersteine-hamburg.de                                                                                       |
| Hohe Weide 25 ·               | Karin Landau                          | Hier wohnte Karin Landau Jg. 1930 deportiert 1941 Łodz ermordet am 11.9.1942 in Chelmno                                                                                             |        | Eintrag auf stolpersteine-hamburg.de                                                                                       |
| Hohe Weide 25 ·               | Sara Landau geb. Baumwollspinner      | Hier wohnte Sara Landau geb. Baumwollspinner Jg. 1892 deportiert 1941 ermordet am 13.7.1942 Łodz                                                                                    |        | Eintrag auf stolpersteine-hamburg.de                                                                                       |
| Kielortallee 4 ·              | Marcus Feiss                          | Hier wohnte Marcus Feiss Jg. 1863 deportiert 1943 Auschwitz ermordet 18.2.1943 |        | Eintrag auf stolpersteine-hamburg.de                                                                                       |
| Kielortallee 4 ·              | Irma Landau                           | Hier wohnte Irma Landau Jg. 1920 deportiert 1941 Riga ermordet |        | Eintrag auf stolpersteine-hamburg.de                                                                                       |
| Kielortallee 4 ·              | Joseph Landau                         | Hier wohnte Joseph Landau Jg. 1873 deportiert 1942 Theresienstadt ermordet 9.8.1942                                                                                                 |        | Eintrag auf stolpersteine-hamburg.de                                                                                       |
| Kielortallee 4 ·              | Lea Landau geb. Hasenberg             | Hier wohnte Lea Landau geb. Hasenberg Jg. 1885 deportiert 1942 Theresienstadt 1943 Auschwitz ermordet                                                                               |        | Eintrag auf stolpersteine-hamburg.de                                                                                       |
| Kielortallee 6 ·              | Hulda Fraenkel geb. Seidel            | Hier wohnte Hulda Fraenkel geb. Seidel Jg. 1872 deportiert 1941 Riga ermordet |        | Eintrag auf stolpersteine-hamburg.de                                                                                       |
| Kielortallee 6 ·              | Lotte Fraenkel                        | Hier wohnte Lotte Fraenkel Jg. 1917 deportiert 1941 Riga ermordet |        | Eintrag auf stolpersteine-hamburg.de                                                                                       |
| Kielortallee 6 ·              | Paula Fraenkel                        | Hier wohnte Paula Fraenkel Jg. 1903 eingewiesen 1940 'Heilanstalt' Langenhorn verlegt 17.9.1940 Landesanstalt Brandenburg ermordet 23.9.1940                                        |        | Eintrag auf stolpersteine-hamburg.de                                                                                       |
| Kielortallee 13 ·             | Joseph Norden                         | Hier wohnte Dr. Joseph Norden Jg. 1870 deportiert ermordet am 7.2.1943 in Theresienstadt                                                                                            |        | Eintrag auf stolpersteine-hamburg.de Ein weiterer Stolperstein befindet sich in Hamburg-Harvestehude.                      |
| Kielortallee 13 ·             | Leonhard Plaut                        | Hier wohnte Leonhard Plaut Jg. 1917 deportiert 1943 Theresienstadt 1944 Auschwitz Dachau ermordet                                                                                   |        | Eintrag auf stolpersteine-hamburg.de                                                                                       |
| Kielortallee 13 ·             | Marianne Plaut geb. Hoffmann          | Hier wohnte Marianne Plaut geb. Hoffmann Jg. 1922 deportiert 1943 Auschwitz ermordet                                                                                                |        | Eintrag auf stolpersteine-hamburg.de                                                                                       |
| Kielortallee 14 ·             | Alfred Simson                         | Hier wohnte Alfred Simson Jg. 1885 deportiert 1941 Minsk ermordet |        | Eintrag auf stolpersteine-hamburg.de                                                                                       |
| Kielortallee 14 ·             | Dorit Simson                          | Hier wohnte Dorit Simson Jg. 1925 deportiert 1941 Minsk ermordet |        | Eintrag auf stolpersteine-hamburg.de Ein weiterer Stolperstein befindet sich in Hamburg-Rotherbaum.                        |
| Kielortallee 14 ·             | Gertrud Simson geb. Meibergen         | Hier wohnte Gertrud Simson geb. Meibergen Jg. 1892 deportiert 1941 Minsk ermordet                                                                                                   |        | Eintrag auf stolpersteine-hamburg.de                                                                                       |
| Kielortallee 16 ·             | Adele Hirsch geb. Nussbaum            | Hier wohnte Adele Hirsch geb. Nussbaum Jg. 1875 deportiert 1942 Theresienstadt 1942 Treblinka ermordet                                                                              |        | Eintrag auf stolpersteine-hamburg.de                                                                                       |
| Kielortallee 16 ·             | Pincus Hirsch                         | Hier wohnte Pincus Hirsch Jg. 1861 deportiert 1942 Theresienstadt 1942 Treblinka ermordet                                                                                           |        | Eintrag auf stolpersteine-hamburg.de                                                                                       |
| Kielortallee 16 ·             | Helene Rosenbaum geb. Goldfarb        | Hier wohnte Helene Rosenbaum geb. Goldfarb Jg. 1861 deportiert 1942 Theresienstadt ermordet 23.11.1942                                                                              |        | Eintrag auf stolpersteine-hamburg.de                                                                                       |
| Kielortallee 22 ·             | Bela Brager                           | Hier wohnte Bela Brager Jg. 1940 deportiert 1941 Minsk ermordet |        | Eintrag auf stolpersteine-hamburg.de                                                                                       |
| Kielortallee 22 ·             | Frieda Brager                         | Hier wohnte Frieda Brager Jg. 1916 Flucht 1939 Holland interniert Westerbork deportiert 1943 Sobibor ermordet                                                                       |        | Eintrag auf stolpersteine-hamburg.de                                                                                       |
| Kielortallee 22 ·             | Liesel Brager geb. Hirschberg         | Hier wohnte Liesel Brager geb. Hirschberg Jg. 1914 deportiert 1941 Minsk ermordet                                                                                                   |        | Eintrag auf stolpersteine-hamburg.de                                                                                       |
| Kielortallee 22 ·             | Martha Brager geb. Cohn               | Hier wohnte Martha Brager geb. Cohn Jg. 1877 deportiert 1941 Minsk ermordet |        | Eintrag auf stolpersteine-hamburg.de                                                                                       |
| Kielortallee 22 ·             | Siegmund Brager                       | Hier wohnte Siegmund Brager Jg. 1911 deportiert 1941 Minsk ermordet |        | Eintrag auf stolpersteine-hamburg.de                                                                                       |
| Kielortallee 22 ·             | Werner Brager                         | Hier wohnte Werner Brager Jg. 1922 deportiert 1941 Minsk ermordet |        | Eintrag auf stolpersteine-hamburg.de                                                                                       |
| Kielortallee 22 ·             | Hermann René Falk                     | Hier wohnte Hermann René Falk Jg. 1930 deportiert 1941 Łodz/Litzmannstadt Chełmno/Kulmhof ermordet                                                                                  |        | Eintrag auf stolpersteine-hamburg.de                                                                                       |
| Kielortallee 22 ·             | Joel Falk                             | Hier wohnte Joel Falk Jg. 1923 eingewiesen 1940 Heilanstalt Langenhorn 'verlegt' 23.9.1940 Brandenburg ermordet 23.9.1940 'Aktion T4'                                               |        | Eintrag auf stolpersteine-hamburg.de                                                                                       |
| Kielortallee 22 ·             | Dina Hähnlein geb. Selig              | Hier wohnte Dina Hähnlein geb. Selig verw. Levy Jg. 1872 deportiert 1941 Ghetto Minsk ermordet                                                                                      |        | Eintrag auf stolpersteine-hamburg.de                                                                                       |
| Kielortallee 22 ·             | Julius Hähnlein                       | Hier wohnte Julius Hähnlein Jg. 1880 deportiert 1941 Ghetto Minsk ermordet |        | Eintrag auf stolpersteine-hamburg.de                                                                                       |
| Kielortallee 22 ·             | Heinrich Herbst                       | Hier wohnte Heinrich Herbst Jg. 1868 deportiert 1942 Theresienstadt 1942 Treblinka ermordet                                                                                         |        | Eintrag auf stolpersteine-hamburg.de                                                                                       |
| Kielortallee 22 ·             | Karoline Herbst geb. Wolf             | Hier wohnte Karoline Herbst geb. Wolf Jg. 1868 deportiert 1942 Theresienstadt 1942 Treblinka ermordet                                                                               |        | Eintrag auf stolpersteine-hamburg.de                                                                                       |
| Kielortallee 22 ·             | Alfred Levy                           | Hier wohnte Alfred Levy Jg. 1917 'Schutzhaft' 1938 Sachsenhausen Flucht Holland interniert Westerbork deportiert 1943 Auschwitz ermordet 25.1.1943                                  |        | Eintrag auf stolpersteine-hamburg.de                                                                                       |
| Kielortallee 22 ·             | Martha Levy geb. Goldschmidt          | Hier wohnte Martha Levy geb. Goldschmidt Jg. 1883 deportiert 1941 ermordet in Riga                                                                                                  |        | Eintrag auf stolpersteine-hamburg.de                                                                                       |
| Kielortallee 22 ·             | Herta Neugarten geb. Gottschalk       | Hier wohnte Herta Neugarten geb. Gottschalk Jg. 1897 deportiert 1941 Minsk ermordet                                                                                                 |        | Eintrag auf stolpersteine-hamburg.de                                                                                       |
| Kielortallee 22 ·             | Manuel Neugarten                      | Hier wohnte Manuel Neugarten Jg. 1885 deportiert 1941 Minsk ermordet |        | Eintrag auf stolpersteine-hamburg.de                                                                                       |
| Kielortallee 22 ·             | Helene Horwitz geb. Ehrmann           | Hier wohnte Helene Horwitz geb. Ehrmann Jg. 1867 deportiert 1942 Theresienstadt ermordet am 1.4.1943                                                                                |        | Eintrag auf stolpersteine-hamburg.de Ein weiterer Stolperstein befindet sich in Hamburg-Borgfelde.                         |
| Kielortallee 23 ·             | Bertha Cohn                           | Hier wohnte Bertha Cohn Jg. 1870 deportiert 1942 Theresienstadt 1942 Treblinka ermordet                                                                                             |        | Eintrag auf stolpersteine-hamburg.de                                                                                       |
| Kielortallee 23 ·             | Jenny Cohn                            | Hier wohnte Jenny Cohn Jg. 1865 deportiert 1942 Theresienstadt ermordet 26.8.1942                                                                                                   |        | Eintrag auf stolpersteine-hamburg.de                                                                                       |
| Kielortallee 23 ·             | Minna Fleischhauer geb. Richelmann    | Hier wohnte Minna Fleischhauer geb. Richelmann Jg. 1860 deportiert 1943 Theresienstadt ermordet 22.9.1943                                                                           |        | Eintrag auf stolpersteine-hamburg.de                                                                                       |
| Kielortallee 23 ·             | Martha Häfner geb. Wriedt             | Hier wohnte Martha Häfner geb. Wriedt verw. Helmhold Jg. 1874 eingewiesen 1929 Heilanstalt Langenhorn ‚verlegt‘ 15.8.1943 Am Steinhof/Wien ermordet 21.4.1945                       |        | Eintrag auf stolpersteine-hamburg.de                                                                                       |
| Kielortallee 23 ·             | Marianne Lange                        | Hier wohnte Marianne Lange Jg. 1874 deportiert 1942 Theresienstadt 1944 Auschwitz ermordet                                                                                          |        | Eintrag auf stolpersteine-hamburg.de                                                                                       |
| Kielortallee 23 ·             | Olga Schey geb. Salomon               | Hier wohnte Olga Schey geb. Salomon Jg. 1873 deportiert 1942 Theresienstadt ermordet 11.10.1942                                                                                     |        | Eintrag auf stolpersteine-hamburg.de                                                                                       |
| Kielortallee 24 ·             | Dina Adloff geb. Weinberg             | Hier wohnte Dina Adloff geb. Weinberg Jg. 1878 1937 KZ Fuhlsbüttel deportiert 1941 Minsk ???                                                                                        |        | Eintrag auf stolpersteine-hamburg.de                                                                                       |
| Kielortallee 24 ·             | Mendel Bari                           | Hier wohnte Mendel Bari Jg. 1884 gedemütigt/entrechtet tot 17. Juni 1941 |        | Eintrag auf stolpersteine-hamburg.de                                                                                       |
| Kielortallee 24 ·             | Peter Glück                           | Hier wohnte Peter Glück Jg. 1925 deportiert 1942 Theresienstadt 1944 Auschwitz ???                                                                                                  |        | Eintrag auf stolpersteine-hamburg.de                                                                                       |
| Kielortallee 24 ·             | Hertha Johanna Köpcke geb. Joseph     | Hier wohnte Hertha Johanna Köpcke geb. Joseph Jg. 1901 deportiert 1945 Theresienstadt befreit                                                                                       |        | Eintrag auf stolpersteine-hamburg.de                                                                                       |
| Kielortallee 24 ·             | Frime Frieda Rappaport geb. Sinnreich | Hier wohnte Frime Frieda Rappaport geb. Sinnreich Jg. 1880 deportiert 1941 Łodz/Litzmannstadt ermordet 25.4.1942 Chelmno/Kulmhof                                                    |        | Eintrag auf stolpersteine-hamburg.de                                                                                       |
| Kielortallee 24 ·             | Srul Saul Rappaport                   | Hier wohnte Srul Saul Rappaport Jg. 1881 deportiert 1941 Łodz/Litzmannstadt ermordet 25.4.1942 Chelmno/Kulmhof                                                                      |        | Eintrag auf stolpersteine-hamburg.de                                                                                       |
| Kielortallee 25 ·             | Olga Koppel geb. Strelitz             | Hier wohnte Olga Koppel geb. Strelitz Jg. 1873 gedemütigt/entrechtet Flucht in den Tod 13.7.1942                                                                                    |        | Eintrag auf stolpersteine-hamburg.de                                                                                       |
| Kielortallee 25 ·             | Frieda Popper geb. Nathan             | Hier wohnte Frieda Popper geb. Nathan Jg. 1859 deportiert 1943 Theresienstadt ermordet 16.3.1943                                                                                    |        | Eintrag auf stolpersteine-hamburg.de                                                                                       |
| Kippingstraße 2 ·             | Gustav Mehrgut                        | Hier wohnte Gustav Mehrgut Jg. 1889 verhaftet 1941 Zuchthaus Bützow deportiert Auschwitz ermordet 3.2.1943                                                                          |        | Eintrag auf stolpersteine-hamburg.de                                                                                       |
| Kippingstraße 4 ·             | Paula Israel                          | Hier wohnte Paula Israel Jg. 1892 deportiert 1942 Theresienstadt Treblinka ermordet                                                                                                 |        | Eintrag auf stolpersteine-hamburg.de                                                                                       |
| Kippingstraße 25 ·            | Bruno Wassertrüdinger                 | Hier wohnte Bruno Wassertrüdinger Jg. 1877 deportiert 1941 Minsk ??? |        | Eintrag auf stolpersteine-hamburg.de                                                                                       |
| Kleiner Schäferkamp 6 ·       | Arpad Zlattner                        | Hier wohnte Arpad Zlattner Jg. 1901 Flucht Belgien verhaftet 1941 interniert Mechelen deportiert 1942 Auschwitz ermordet in Gross-Rosen                                             |        | Eintrag auf stolpersteine-hamburg.de                                                                                       |
| Kleiner Schäferkamp 6 ·       | Judith Zlattner                       | Hier wohnte Judith Zlattner Jg. 1939 Flucht Belgien interniert Mechelen deportiert 1942 ermordet in Auschwitz                                                                       |        | Eintrag auf stolpersteine-hamburg.de                                                                                       |
| Kleiner Schäferkamp 6 ·       | Lea Zlattner geb. Feuer               | Hier wohnte Lea Zlattner geb. Feuer Jg. 1910 Flucht Belgien verhaftet 1941 interniert Mechelen deportiert 1942 ermordet in Auschwitz                                                |        | Eintrag auf stolpersteine-hamburg.de                                                                                       |
| Kleiner Schäferkamp 32 ·      | Esther Bähr geb. Daicz                | Hier wohnte Esther Bähr geb. Daicz Jg. 1919 deportiert 1941 Minsk ermordet |        | Eintrag auf stolpersteine-hamburg.de                                                                                       |
| Kleiner Schäferkamp 32 ·      | Lina Bähr geb. Heimann                | Hier wohnte Lina Bähr geb. Heimann Jg. 1887 deportiert 1941 Minsk ermordet |        | Eintrag auf stolpersteine-hamburg.de                                                                                       |
| Kleiner Schäferkamp 32 ·      | Rudolf Bähr                           | Hier wohnte Rudolf Bähr Jg. 1914 deportiert 1941 Minsk ermordet |        | Eintrag auf stolpersteine-hamburg.de                                                                                       |
| Kleiner Schäferkamp 32 ·      | Frida Dannenbaum geb. Mendle          | Hier wohnte Frida Dannenbaum geb. Mendle Jg. 1882 deportiert 1941 Riga ermordet |        | Eintrag auf stolpersteine-hamburg.de                                                                                       |
| Kleiner Schäferkamp 32 ·      | Fanny Meiberg geb. Stiefel            | Hier wohnte Fanny Meiberg geb. Stiefel Jg. 1872 deportiert 1942 Theresienstadt ermordet 16.10.1943                                                                                  |        | Eintrag auf stolpersteine-hamburg.de                                                                                       |
| Kleiner Schäferkamp 32 ·      | Frieda Meiberg geb. Birnbaum          | Hier wohnte Frieda Meiberg geb. Birnbaum Jg. 1903 deportiert 1942 Theresienstadt 1944 Auschwitz ???                                                                                 |        | Eintrag auf stolpersteine-hamburg.de                                                                                       |
| Kleiner Schäferkamp 32 ·      | Julius Meiberg                        | Hier wohnte Julius Meiberg Jg. 1897 deportiert 1942 Theresienstadt 1944 Auschwitz ???                                                                                               |        | Eintrag auf stolpersteine-hamburg.de                                                                                       |
| Kleiner Schäferkamp 32 ·      | Manfred Meiberg                       | Hier wohnte Manfred Meiberg Jg. 1934 deportiert 1942 Theresienstadt 1944 Auschwitz ???                                                                                              |        | Eintrag auf stolpersteine-hamburg.de                                                                                       |
| Kleiner Schäferkamp 32 ·      | Ruth Meiberg                          | Hier wohnte Ruth Meiberg Jg. 1932 deportiert 1942 Theresienstadt 1944 Auschwitz ???                                                                                                 |        | Eintrag auf stolpersteine-hamburg.de                                                                                       |
| Kleiner Schäferkamp 32 ·      | Ellen Weiss                           | Hier wohnte Ellen Weiss Jg. 1933 deportiert 1941 ermordet in Minsk |        | Eintrag auf stolpersteine-hamburg.de                                                                                       |
| Kleiner Schäferkamp 32 ·      | Gerda Weiss                           | Hier wohnte Gerda Weiss Jg. 1922 deportiert 1941 ermordet in Minsk |        | Eintrag auf stolpersteine-hamburg.de                                                                                       |
| Kleiner Schäferkamp 32 ·      | Louis Weiss                           | Hier wohnte Louis Weiss Jg. 1887 'Schutzhaft' 1938 Sachsenhausen deportiert 1941 ermordet in Minsk                                                                                  |        | Eintrag auf stolpersteine-hamburg.de                                                                                       |
| Kleiner Schäferkamp 32 ·      | Martha Weiss geb. Kirchstein          | Hier wohnte Martha Weiss geb. Kirchstein Jg. 1891 deportiert 1941 ermordet in Minsk                                                                                                 |        | Eintrag auf stolpersteine-hamburg.de                                                                                       |
| Kleiner Schäferkamp 48 ·      | Hans Heinrich Hornberger              | Hier wohnte Hans Heinrich Hornberger Jg. 1907 KZ Neuengamme hingerichtet 14.2.1944                                                                                                  |        | Eintrag auf stolpersteine-hamburg.de                                                                                       |
| Koopstraße 24 ·               | Siegmund Levy                         | Hier wohnte Siegmund Levy Jg. 1875 deportiert 1942 Theresienstadt ermordet 28.2.1943                                                                                                |        | Eintrag auf stolpersteine-hamburg.de                                                                                       |
| Lastropsweg 35 ·              | Fritz Fröhlich                        | Hier wohnte Fritz Fröhlich Jg. 1871 deportiert 1942 Theresienstadt 1942 Treblinka ermordet                                                                                          |        | Eintrag auf stolpersteine-hamburg.de                                                                                       |
| Lindenallee 24–30 ·           | Gustav Cibulski                       | Hier wohnte Gustav Cibulski Jg. 1871 deportiert 1942 Theresienstadt 1942 Treblinka ermordet                                                                                         |        | Eintrag auf stolpersteine-hamburg.de                                                                                       |
| Lindenallee 24–30 ·           | Rosa Cibulski geb. Markus             | Hier wohnte Rosa Cibulski geb. Markus Jg. 1875 deportiert 1942 Theresienstadt 1942 Treblinka ermordet                                                                               |        | Eintrag auf stolpersteine-hamburg.de                                                                                       |
| Lindenallee 44 ·              | Emanuel Kaletta                       | Hier wohnte Emanuel Kaletta Jg. 1896 verhaftet KZ Neuengamme ermordet 24.7.1942 |        | Eintrag auf stolpersteine-hamburg.de                                                                                       |
| Lindenallee 44 ·              | Jacob Ries                            | Hier wohnte Jacob Ries Jg. 1876 deportiert 1942 Theresienstadt tot 9.4.1943 |        | Eintrag auf stolpersteine-hamburg.de                                                                                       |
| Lindenallee 46 ·              | Herbert Peter van der Zyl             | Hier wohnte Herbert Peter van der Zyl Jg. 1905 verhaftet 3.3.1939 Gefängnis Fuhlsbüttel Zuchthaus Celle 1942 Dachau ermordet 18.9.1942                                              |        | Eintrag auf stolpersteine-hamburg.de                                                                                       |
| Lindenallee 66 ·              | Christian Osterwaldt                  | Hier wohnte Christian Osterwaldt Jg. 1896 verhaftet 9.11.1942 'unangepasstes Verhalten' Gefängnis Fuhlsbüttel 1944 Neuengamme ermordet 26.11.1944                                   |        | Eintrag auf stolpersteine-hamburg.de                                                                                       |
| Lindenallee 74 ·              | Herbert Strzoda                       | Hier wohnte Herbert Strzoda Jg. 1914 im Widerstand/SPD verhaftet 18.4.1935 KZ Fuhlsbüttel Gefängnis Wolfenbüttel entlassen 21.10.1937                                               |        | Eintrag auf stolpersteine-hamburg.de                                                                                       |
| Lutterothstraße 10 ·          | Franz Rosenthal                       | Hier wohnte Franz Rosenthal Jg. 1881 Juli 1939 überfallen/erschlagen tot 13.7.1939 Krankenhaus Eppendorf                                                                            |        | Eintrag auf stolpersteine-hamburg.de                                                                                       |
| Lutterothstraße 78 ·          | Else Rauch geb. Meyer                 | Hier lehrte Else Rauch geb. Meyer Jg. 1888 deportiert 1941 Łodz 1942 Chelmno ermordet                                                                                               |        | Eintrag auf stolpersteine-hamburg.de Ein weiterer Stolperstein befindet sich in Hamburg-Rotherbaum.                        |
| Lutterothstraße 85 ·          | Else Stern                            | Hier wohnte Else Stern Jg. 1919 eingewiesen 1925 Alsterdorfer Anstalten 'verlegt' 27.11.1941 Heilanstalt Tiegenhof ermordet 15.3.1942                                               |        | Eintrag auf stolpersteine-hamburg.de                                                                                       |
| Margaretenstraße 74 ·         | Berta von Halle gesch. Witter         | Hier wohnte Berta von Halle gesch. Witter Jg. 1905 deportiert 1941 Minsk ermordet                                                                                                   |        | Eintrag auf stolpersteine-hamburg.de                                                                                       |
| Margaretenstraße 74 ·         | Edgar Witter                          | Hier wohnte Edgar Witter Jg. 1926 deportiert 1941 Minsk ermordet |        | Eintrag auf stolpersteine-hamburg.de                                                                                       |
| Meißnerstraße 17 ·            | Max Mendel                            | Hier wohnte Max Mendel Jg. 1876 verhaftet 1936/38 KZ Fuhlsbüttel Sachsenhausen ermordet 1.7.1939                                                                                    |        | Eintrag auf stolpersteine-hamburg.de                                                                                       |
| Methfesselstraße 13 ·         | Hertha Parnass geb. Emanuel           | Hier wohnte Hertha Parnass geb. Emanuel Jg. 1906 deportiert Treblinka ermordet 1942                                                                                                 |        | Eintrag auf stolpersteine-hamburg.de                                                                                       |
| Methfesselstraße 13 ·         | Simon Parnass                         | Hier wohnte Simon Parnass Jg. 1878 deportiert Treblinka ermordet 1942 |        | Eintrag auf stolpersteine-hamburg.de                                                                                       |
| Methfesselstraße 13 ·         | Die Liebenden                         | Die Liebenden |        | Dieser dritte Stein für das Ehepaar wurde auf Wunsch ihrer Tochter Peggy Parnass verlegt.                                  |
| Methfesselstraße 23 ·         | Werner Ebeling                        | Hier wohnte Werner Ebeling Jg. 1928 eingewiesen 1935 Alsterdorfer Anstalten 'verlegt' 10.8.1943 Heilanstalt Mainkofen ermordet 14.5.1944                                            |        | Eintrag auf stolpersteine-hamburg.de                                                                                       |
| Müggenkampstraße 3 ·          | Willi Krüger                          | Hier wohnte Willi Krüger Jg. 1886 gedemütigt/entrechtet Flucht in den Tod 4.1.1937                                                                                                  |        | Eintrag auf stolpersteine-hamburg.de                                                                                       |
| Osterstraße 18 ·              | Clara Drucker geb. Gutmann            | Hier wohnte Clara Drucker geb. Gutmann Jg. 1862 deportiert 1942 Theresienstadt tot 12.12.1942                                                                                       |        | Eintrag auf stolpersteine-hamburg.de                                                                                       |
| Osterstraße 19 ·              | Antonie Magnus                        | Hier wohnte Antonie Magnus Jg. 1921 deportiert 1942 ermordet in Auschwitz |        | Eintrag auf stolpersteine-hamburg.de                                                                                       |
| Osterstraße 19 ·              | Gottlieb Magnus                       | Hier wohnte Gottlieb Magnus Jg. 1883 deportiert 1942 ermordet in Auschwitz |        | Eintrag auf stolpersteine-hamburg.de                                                                                       |
| Osterstraße 19 ·              | Gustav Magnus                         | Hier wohnte Gustav Magnus Jg. 1852 deportiert 1942 Theresienstadt ermordet 18.3.1943                                                                                                |        | Eintrag auf stolpersteine-hamburg.de                                                                                       |
| Osterstraße 20 ·              | Louis Cohen-Cossen                    | Hier wohnte Louis Cohen-Cossen Jg. 1881 deportiert 1943 ermordet in Auschwitz |        | Eintrag auf stolpersteine-hamburg.de                                                                                       |
| Osterstraße 20 ·              | Arthur Prager                         | Hier wohnte Arthur Prager Jg. 1880 deportiert 1941 Minsk ermordet |        | Eintrag auf stolpersteine-hamburg.de                                                                                       |
| Osterstraße 26 ·              | Kurt Elvers                           | Hier wohnte Kurt Elvers Jg. 1919 erschossen 20.2.1945 in Hamburg |        | Eintrag auf stolpersteine-hamburg.de Ein weiterer Stolperstein befindet sich in Hamburg-Bremen.                            |
| Osterstraße 32 ·              | Annemarie Andersen                    | Hier wohnte Annemarie Andersen Jg. 1914 eingewiesen 1935 Alsterdorfer Anstalten 'verlegt' 10.5.1939 Heilanstalt Langenhorn ermordet 23.5.1939                                       |        | Eintrag auf stolpersteine-hamburg.de                                                                                       |
| Osterstraße 83 ·              | Sarina Wolff geb. Blanaré             | Hier wohnte Sarina Wolff geb. Blanaré Jg. 1884 deportiert 1942 Theresienstadt ermordet in Auschwitz                                                                                 |        | Eintrag auf stolpersteine-hamburg.de                                                                                       |
| Osterstraße 85 ·              | Flora Vogel geb. Moses                | Hier wohnte Flora Vogel geb. Moses Jg. 1861 deportiert 1943 Theresienstadt tot 17.5.1943                                                                                            |        | Eintrag auf stolpersteine-hamburg.de                                                                                       |
| Osterstraße 85 ·              | Louis Vogel                           | Hier wohnte Louis Vogel Jg. 1892 eingewiesen 1926 Heilanstalt Langenhorn 'verlegt' 23.9.1940 Brandenburg ermordet 23.9.1940 'Aktion T4'                                             |        | Eintrag auf stolpersteine-hamburg.de                                                                                       |
| Osterstraße 101 ·             | Selma Bernau geb. Renner              | Hier wohnte Selma Bernau geb. Renner Jg. 1887 deportiert 1942 ermordet in Auschwitz                                                                                                 |        | Eintrag auf stolpersteine-hamburg.de                                                                                       |
| Osterstraße 101 ·             | Eduard Renner                         | Hier wohnte Eduard Renner Jg. 1929 deportiert 1942 ermordet in Auschwitz |        | Eintrag auf stolpersteine-hamburg.de                                                                                       |
| Osterstraße 101 ·             | Ernst Renner                          | Hier wohnte Ernst Renner Jg. 1927 deportiert 1942 ermordet in Auschwitz |        | Eintrag auf stolpersteine-hamburg.de                                                                                       |
| Osterstraße 111 ·             | Kurt Lipinski                         | Hier wohnte Kurt Lipinski Jg. 1911 eingewiesen 1918 Alsterdorfer Anstalten ‚verlegt‘ 7.8.1943 Heilanstalt Eichberg ‚Heilanstalt‘ Hadamar ermordet 25.10.1943                        |        | Eintrag auf stolpersteine-hamburg.de vor dem östlichen Hauseingang                                                         |
| Osterstraße 111 ·             | Gertrud Taeger geb. Rosenblum         | Hier wohnte Gertrud Taeger geb. Rosenblum Jg. 1916 deportiert 1941 Minsk ??? |        | Eintrag auf stolpersteine-hamburg.de vor dem westlichen Hauseingang                                                        |
| Osterstraße 111 ·             | John Taeger                           | Hier wohnte John Taeger Jg. 1939 deportiert 1941 Minsk ??? |        | Eintrag auf stolpersteine-hamburg.de vor dem westlichen Hauseingang                                                        |
| Osterstraße 111 ·             | Rudi Taeger                           | Hier wohnte Rudi Taeger Jg. 1915 deportiert 1941 Minsk ??? |        | Eintrag auf stolpersteine-hamburg.de vor dem westlichen Hauseingang                                                        |
| Osterstraße 162 ·             | Jonny Eduard Dabelstein               | Hier wohnte Jonny Eduard Dabelstein Jg. 1900 Zuchthaus 1934–39 'Volksverhetzung' tot 26.6.1941 Bremen-Oslebshausen                                                                  |        | Eintrag auf stolpersteine-hamburg.de                                                                                       |
| Ottersbekallee 14 ·           | Gunda Himmelweit geb. Plastereck      | Hier wohnte Gunda Himmelweit geb. Plastereck Jg. 1872 deportiert 1942 Theresienstadt tot 20.11.1942                                                                                 |        | Eintrag auf stolpersteine-hamburg.de                                                                                       |
| Ottersbekallee 19 ·           | Isaac Eichengrün                      | Hier wohnte Isaac Eichengrün Jg. 1879 deportiert 1941 Łodz ermordet 1942 Auschwitz                                                                                                  |        | Eintrag auf stolpersteine-hamburg.de                                                                                       |
| Ottersbekallee 19 ·           | Julie Eichengrün geb. Braun           | Hier wohnte Julie Eichengrün geb. Braun Jg. 1855 deportiert 1941 Łodz ermordet 1942 Auschwitz                                                                                       |        | Eintrag auf stolpersteine-hamburg.de                                                                                       |
| Ottersbekallee 23 ·           | Bernhard Dessau                       | Hier wohnte Bernhard Dessau Jg. 1883 verhaftet 25.7.1941 Neuengamme ermordet 8.2.1942                                                                                               |        | Eintrag auf stolpersteine-hamburg.de                                                                                       |
| Ottersbekallee 27 ·           | Bonnette Benjamin geb. Lyon           | Hier wohnte Bonnette Benjamin geb. Lyon Jg. 1886 deportiert 1941 Łodz ??? |        | Eintrag auf stolpersteine-hamburg.de                                                                                       |
| Ottersbekallee 27 ·           | Jacob Benjamin                        | Hier wohnte Jacob Benjamin Jg. 1882 deportiert 1941 Minsk ??? |        | Eintrag auf stolpersteine-hamburg.de Ein weiterer Stolperstein befindet sich in Hamburg-Rotherbaum.                        |
| Prätoriusweg 5 ·              | Bertha Weber                          | Hier wohnte Bertha Weber Jg. 1910 eingewiesen 1935 Alsterdorfer Anstalten ‚verlegt‘ 27.7.1941 Heilanstalt Langenhorn 27.11.1941 ‚Heilanstalt‘ Tiegenhof/Gniezno ermordet 26.12.1941 |        | Eintrag auf stolpersteine-hamburg.de                                                                                       |
| Rellinger Straße 6 ·          | Bertha Cremer                         | Hier wohnte Berta Cremer Jg. 1905 deportiert 1941 Łodz 1942 Chelmno ermordet |        | Eintrag auf stolpersteine-hamburg.de                                                                                       |
| Rellinger Straße 6 ·          | Martin Cremer                         | Hier wohnte Martin Cremer Jg. 1874 deportiert 1941 Łodz 1942 Chelmno ermordet |        | Eintrag auf stolpersteine-hamburg.de                                                                                       |
| Rellinger Straße 6 ·          | Pauline Cremer geb. Levy              | Hier wohnte Pauline Cremer geb. Levy Jg. 1880 deportiert 1941 Łodz 1942 Chelmno ermordet                                                                                            |        | Eintrag auf stolpersteine-hamburg.de                                                                                       |
| Sandweg 42 ·                  | Sonja Steinhart                       | Hier wohnte Sonja Steinhart Jg. 1923 seit 1935 mehrere Heilanstalten 'verlegt' 23.9.1940 Brandenburg ermordet 23.9.1940 'Aktion T4'                                                 |        | Eintrag auf stolpersteine-hamburg.de                                                                                       |
| Sartoriusstraße 10 ·          | Helene Meyer                          | Hier wohnte Helene Meyer Jg. 1904 eingewiesen 1912 Alsterdorfer Anstalten 'verlegt' 16.8.1943 Am Steinhof Wien tot 2.6.1945                                                         |        | Eintrag auf stolpersteine-hamburg.de                                                                                       |
| Sartoriusstraße 11 ·          | Richard Schaarschmidt                 | Hier wohnte Richard Schaarschmidt Jg. 1925 eingewiesen 1933 Alsterdorfer Anstalten ‚verlegt‘ 28.7.1941 Heilanstalt Langenhorn 27.11.1941 Tiegenhof ermordet 1.8.1944                |        | Eintrag auf stolpersteine-hamburg.de                                                                                       |
| Sartoriusstraße 31 ·          | Hans Sukowski                         | Hier wohnte Hans Sukowski Jg. 1912 seit 1935 mehrmals denunziert/verhaftet 1940 verurteilt §175 KZ Fuhlsbüttel Heilanstalt Langenhorn 1943 Neuengamme Schicksal unbekannt           |        | Eintrag auf stolpersteine-hamburg.de                                                                                       |
| Sartoriusstraße 31 ·          | Johanna Töpfer geb. Sukowski          | Hier wohnte Johanna Töpfer geb. Sukowski Jg. 1891 verhaftet 1933 mehrere KZ 1939 Ravensbrück 'verlegt' 1942 Bernburg ermordet 28.3.1942                                             |        | Eintrag auf stolpersteine-hamburg.de                                                                                       |
| Schäferkampsallee 11 ·        | Alfred Wagner                         | Hier wohnte Alfred Wagner Jg. 1891 verhaftet 11.1.1939 Sachsenhausen Flucht 1939 Holland interniert Westerbork deportiert 1942 Sobibor ermordet 22.10.1942                          |        | Eintrag auf stolpersteine-hamburg.de                                                                                       |
| Schäferskampsallee 11 ·       | Golda Wagner geb. Levien              | Hier wohnte Golda Wagner geb. Levien Jg. 1857 Flucht 1939 Holland interniert Westerbork deportiert 1943 Sobibor ermordet 2.4.1943                                                   |        | Eintrag auf stolpersteine-hamburg.de                                                                                       |
| Schäferskampsallee 11 ·       | Ilse Wagner                           | Hier wohnte Ilse Wagner Jg. 1929 Flucht 1939 Holland interniert Westerbork deportiert 1943 Sobibor ermordet 2.4.1943                                                                |        | Eintrag auf stolpersteine-hamburg.de                                                                                       |
| Schäferskampsallee 11 ·       | Johanna Warner geb. Goldstein         | Hier wohnte Johanna Wagner geb. Goldstein Jg. 1896 Flucht 1939 Holland interniert Westerbork deportiert 1943 Sobibor ermordet 2.4.1943                                              |        | Eintrag auf stolpersteine-hamburg.de                                                                                       |
| Schäferkampsallee 18 ·        | Isaac Cohn                            | Hier wohnte Isaac Cohn Jg. 1862 deportiert 1942 Theresienstadt ermordet 7.12.1942                                                                                                   |        | Eintrag auf stolpersteine-hamburg.de                                                                                       |
| Schäferkampsallee 22 ·        | Clara Pappe geb. Reich                | Hier wohnte Clara Pappe geb. Reich Jg. 1912 Flucht 1934 Palästina |        | Eintrag auf stolpersteine-hamburg.de                                                                                       |
| Schäferkampsallee 25 ·        | Berl Beit                             | Hier wohnte Berl Beit Jg. 1941 deportiert ermordet am 15.5.1944 in Auschwitz |        | Eintrag auf stolpersteine-hamburg.de Ein weiterer Stolperstein befindet sich in Hamburg-Harvestehude.                      |
| Schäferkampsallee 25 ·        | Semi Werner Dawidowicz                | Hier wohnte Semi Werner Dawidowicz Jg. 1922 deportiert ermordet am 18.12.1943 in Auschwitz                                                                                          |        | Eintrag auf stolpersteine-hamburg.de                                                                                       |
| Schäferkampsallee 25 ·        | Alwin Gerson                          | Hier wohnte Dr. Alwin Gerson Jg. 1866 deportiert ermordet am 11.4.1943 in Theresienstadt                                                                                            |        | Eintrag auf stolpersteine-hamburg.de Ein weiterer Stolperstein befindet sich in Hamburg-Wohldorf-Ohlstedt.                 |
| Schäferkampsallee 25 ·        | Sophie Rosenstein                     | Hier wohnte Sophie Rosenstein Jg. 1865 deportiert ermordet am 1.10.1942 in Theresienstadt                                                                                           |        | Eintrag auf stolpersteine-hamburg.de                                                                                       |
| Schäferkampsallee 25 ·        | Sophie Wohlwill                       | Hier wohnte Sophie Wohlwill Jg. 1872 deportiert ermordet am 11.4.1944 in Theresienstadt                                                                                             |        | Eintrag auf stolpersteine-hamburg.de                                                                                       |
| Schäferkampsallee 29 ·        | Rudolf Borgzinner                     | Hier wohnte Dr. Rudolf Borgzinner Jg. 1896 deportiert 1943 Theresienstadt Auschwitz ermordet 5.12.1944 KZ Dachau                                                                    |        | Eintrag auf stolpersteine-hamburg.de Ein weiterer Stolperstein befindet sich in Hamburg-Barmbek-Süd.                       |
| Schäferkampsallee 29 ·        | Martha Dessen geb. Hirsch             | Hier wohnte Martha Dessen geb. Hirsch Jg. 1895 deportiert 1943 Theresienstadt Auschwitz ???                                                                                         |        | Eintrag auf stolpersteine-hamburg.de                                                                                       |
| Schäferkampsallee 29 ·        | Heinrich Harth                        | Hier wohnte Heinrich Harth Jg. 1866 deportiert 1943 ermordet 15.1.1944 Theresienstadt                                                                                               |        | Eintrag auf stolpersteine-hamburg.de                                                                                       |
| Schäferkampsallee 29 ·        | Meyer Jelinewski                      | Hier wohnte Meyer Jelinewski Jg. 1866 deportiert 1943 ermordet 23.8.1943 Theresienstadt                                                                                             |        | Eintrag auf stolpersteine-hamburg.de                                                                                       |
| Schäferkampsallee 29 ·        | Adolf Levy                            | Hier wohnte Adolf Levy Jg. 1859 gedemütigt/entrechtet Flucht in den Tod 24. Jan. 1940                                                                                               |        | Eintrag auf stolpersteine-hamburg.de                                                                                       |
| Schäferkampsallee 29 ·        | Eva Emma Mathiason geb. Levy          | Hier wohnte Eva Emma Mathiason geb. Levy Jg. 1900 deportiert 1943 Theresienstadt 1944 Auschwitz                                                                                     |        | Eintrag auf stolpersteine-hamburg.de Ein weiterer Stolperstein befindet sich in Hamburg-Harvestehude.                      |
| Schäferkampsallee 29 ·        | Margaretha Magnus geb. Schiff         | Hier wohnte Margaretha Magnus geb. Schiff Jg. 1889 deportiert 1943 ermordet 15.4.1944 Theresienstadt                                                                                |        | Eintrag auf stolpersteine-hamburg.de                                                                                       |
| Schäferkampsallee 29 ·        | Gertrud Stillschweig                  | Hier wohnte/arbeitete Gertrud Stillschweig Jg. 1907 deportiert 1943 Theresienstadt 1944 Auschwitz ermordet                                                                          |        | Eintrag auf stolpersteine-hamburg.de                                                                                       |
| Schäferkampsallee 29 ·        | Clara Streim                          | Hier wohnte Clara Streim Jg. 1873 gedemütigt/entrechtet Flucht in den Tod 3. Feb. 1942                                                                                              |        | Eintrag auf stolpersteine-hamburg.de                                                                                       |
| Schäferkampsallee 29 ·        | Emma Weiland geb. Cohn                | Hier wohnte Emma Weiland geb. Cohn Jg. 1871 deportiert 1943 Theresienstadt befreit                                                                                                  |        | Eintrag auf stolpersteine-hamburg.de                                                                                       |
| Schäferkampsallee 30 ·        | Felix Spiro                           | Hier wohnte Dr. Felix Spiro Jg. 1879 deportiert 1941 Minsk ??? |        | Eintrag auf stolpersteine-hamburg.de                                                                                       |
| Schäferkampsallee 30 ·        | Rosita Spiro geb. Fleischhacker       | Hier wohnte Rosita Spiro geb. Fleischhacker Jg. 1887 deportiert 1941 ermordet in Minsk                                                                                              |        | Eintrag auf stolpersteine-hamburg.de                                                                                       |
| Schäferkampsallee 41 ·        | Helene Löwenthal geb. Isaac           | Hier wohnte Helene Löwenthal geb. Isaac Jg. 1864 deportiert 1942 Theresienstadt tot 30.12.1942                                                                                      |        | Eintrag auf stolpersteine-hamburg.de                                                                                       |
| Schäferkampsallee 41 ·        | Walter Löwenthal                      | Hier wohnte Walter Löwenthal Jg. 1898 1941 KZ Fuhlsbüttel deportiert Auschwitz ermordet 18.2.1943                                                                                   |        | Eintrag auf stolpersteine-hamburg.de                                                                                       |
| Schäferkampsallee 41 ·        | Anna Zucker                           | Hier wohnte Anna Zucker Jg. 1894 deportiert 1941 Łodz/Litzmannstadt ermordet 26.6.1944 Chelmno/Kulmhof                                                                              |        | Eintrag auf stolpersteine-hamburg.de                                                                                       |
| Schäferkampsallee 41 ·        | Gusti Zucker                          | Hier wohnte Gusti Zucker Jg. 1891 deportiert 1941 Łodz/Litzmannstadt ermordet 26.6.1944 Chelmno/Kulmhof                                                                             |        | Eintrag auf stolpersteine-hamburg.de                                                                                       |
| Schäferkampsallee 47 ·        | Arnold Heinrich Heilbut               | Hier wohnte Arnold Heinrich Heilbut Jg. 1922 Flucht 1933 Holland interniert Westerbork deportiert 1941 Mauthausen ermordet 26.6.1941                                                |        | Eintrag auf stolpersteine-hamburg.de                                                                                       |
| Schäferkampsallee 47 ·        | Heinrich Martin Heilbut               | Hier wohnte Heinrich Martin Heilbut Jg. 1891 Flucht 1933 Holland interniert Westerbork deportiert 1944 Bergen-Belsen ermordet 21.6.1944                                             |        | Eintrag auf stolpersteine-hamburg.de                                                                                       |
| Schäferkampsallee 47 ·        | Walter Heinrich Heilbut               | Hier wohnte Walter Heinrich Heilbut Jg. 1920 Flucht 1933 Holland interniert Westerbork deportiert 1944 Bergen-Belsen ermordet 13.3.1945                                             |        | Eintrag auf stolpersteine-hamburg.de                                                                                       |
| Schäferkampsallee 49 ·        | Anna Grünthal geb. Hochfeld           | Hier wohnte Anna Grünthal geb. Hochfeld Jg. 1879 deportiert 1942 Theresienstadt ermordet 27.9.1942                                                                                  |        | Eintrag auf stolpersteine-hamburg.de                                                                                       |
| Schäferkampsallee 49 ·        | Emil Hochfeld                         | Hier wohnte Emil Hochfeld Jg. 1874 deportiert 1942 Theresienstadt ermordet 9.4.1943                                                                                                 |        | Eintrag auf stolpersteine-hamburg.de                                                                                       |
| Schäferkampsallee 56 ·        | Fritz Meincke                         | Hier wohnte Fritz Meincke Jg. 1912 verhaftet 1936 KZ Fuhlsbüttel ‚Frontbewährung‘ tot 27.7.1941                                                                                     |        | Eintrag auf stolpersteine-hamburg.de                                                                                       |
| Schäferkampsallee 61 ·        | Erna Behr geb. de Vries               | Hier wohnte Erna Behr geb. de Vries Jg. 1891 deportiert 1941 ermordet in Minsk |        | Eintrag auf stolpersteine-hamburg.de                                                                                       |
| Schäferkampsallee 61 ·        | Louis Behr                            | Hier wohnte Louis Behr Jg. 1881 deportiert 1941 ermordet in Minsk |        | Eintrag auf stolpersteine-hamburg.de                                                                                       |
| Schäferkampsallee 61 ·        | Susanne Behr                          | Hier wohnte Susanne Behr Jg. 1922 deportiert 1941 ermordet in Minsk |        | Eintrag auf stolpersteine-hamburg.de                                                                                       |
| Schäferkampsallee 61 ·        | Gertrud Meyer                         | Hier wohnte Gertrud Meyer Jg. 1891 deportiert 1941 Łodz/Litzmannstadt ermordet 28.11.1941                                                                                           |        | Eintrag auf stolpersteine-hamburg.de                                                                                       |
| Schäferkampsallee 61 ·        | Johanna Meyer                         | Hier wohnte Johanna Meyer Jg. 1887 deportiert 1941 Łodz/Litzmannstadt 1942 Chełmno/Kulmhof ermordet 10.5.1942                                                                       |        | Eintrag auf stolpersteine-hamburg.de                                                                                       |
| Schäferkampsallee 61 ·        | Martha Meyer                          | Hier wohnte Martha Meyer Jg. 1879 deportiert 1941 Łodz/Litzmannstadt 1942 Chełmno/Kulmhof ermordet 10.5.1942                                                                        |        | Eintrag auf stolpersteine-hamburg.de                                                                                       |
| Schäferstraße 4 ·             | Alwin Esser                           | Hier wohnte Alwin Esser Jg. 1912 erschlagen am 10.11.1933 von Gestapo im KZ Fuhlsbüttel                                                                                             |        | Eintrag auf stolpersteine-hamburg.de                                                                                       |
| Schäferstraße 8 ·             | Eva Mannheim geb. Lachmann            | Hier wohnte Eva Mannheim geb. Lachmann Jg. 1895 deportiert 1942 ermordet in Auschwitz                                                                                               |        | Eintrag auf stolpersteine-hamburg.de                                                                                       |
| Schäferstraße 8 ·             | Hertha Mannheim                       | Hier wohnte Hertha Mannheim Jg. 1922 deportiert 1942 ermordet in Auschwitz |        | Eintrag auf stolpersteine-hamburg.de                                                                                       |
| Schäferstraße 8 ·             | Ruth Mannheim                         | Hier wohnte Ruth Mannheim Jg. 1928 deportiert 1942 ermordet in Auschwitz |        | Eintrag auf stolpersteine-hamburg.de                                                                                       |
| Schäferstraße 8 ·             | Vilma Mannheim                        | Hier wohnte Vilma Mannheim Jg. 1924 deportiert 1942 ermordet in Auschwitz |        | Eintrag auf stolpersteine-hamburg.de                                                                                       |
| Schäferstraße 8 ·             | Walter Mannheim                       | Hier wohnte Walter Mannheim Jg. 1891 deportiert 1942 ermordet in Auschwitz |        | Eintrag auf stolpersteine-hamburg.de                                                                                       |
| Schäferstraße 31 ·            | Elli Drutowski geb. Meyer             | Hier wohnte Elli Drutowski geb. Meyer Jg. 1877 'Polenaktion' 1938 Zbaszyn 1941 Łodz 1942 Chelmno ermordet                                                                           |        | Eintrag auf stolpersteine-hamburg.de                                                                                       |
| Schäferstraße 31 ·            | Leopold Drutowski                     | Hier wohnte Leopold Drutowski Jg. 1878 'Polenaktion' 1938 Zbaszyn zurückgekehrt 1939 KZ Fuhlsbüttel deportiert 1941 Łodz ermordet 29.1.1942                                         |        | Eintrag auf stolpersteine-hamburg.de                                                                                       |
| Schäferstraße 31 ·            | Alexander Herzberg                    | Hier wohnte Alexander Herzberg Jg. 1893 deportiert 1941 Łodz ermordet 15.3.1942 |        | Eintrag auf stolpersteine-hamburg.de                                                                                       |
| Schäferstraße 31 ·            | Kurt Herzberg                         | Hier wohnte Kurt Herzberg Jg. 1922 deportiert 1941 Łodz ermordet 11.4.1943 |        | Eintrag auf stolpersteine-hamburg.de                                                                                       |
| Schäferstraße 31 ·            | Rickchen Erna Herzberg geb. Levy      | Hier wohnte Rickchen Erna Herzberg geb. Levy Jg. 1894 deportiert 1941 ermordet in Łodz                                                                                              |        | Eintrag auf stolpersteine-hamburg.de                                                                                       |
| Scheideweg 14 ·               | Irma Herz geb. Meyer                  | Hier wohnte Irma Herz geb. Meyer Jg. 1907 Flucht 1938 Luxemburg 1940 Frankreich interniert Drancy deportiert 1942 ermordet in Auschwitz                                             |        | Eintrag auf stolpersteine-hamburg.de                                                                                       |
| Scheideweg 14 ·               | Walter Nathan Herz                    | Hier wohnte Walter Nathan Herz Jg. 1904 Flucht 1938 Luxemburg 1940 Frankreich interniert Drancy deportiert 1942 ermordet in Auschwitz                                               |        | Eintrag auf stolpersteine-hamburg.de Ein weiterer Stolperstein befindet sich in Hamburg-Rotherbaum.                        |
| Schlankreye 17 ·              | Ignatz Schwarzschild                  | Hier wohnte Ignatz Schwarzschild Jg. 1896 deportiert 1941 Riga ??? |        | Eintrag auf stolpersteine-hamburg.de                                                                                       |
| Schlankreye 17 ·              | Kela Schwarzschild geb. Bamberger     | Hier wohnte Kela Schwarzschild geb. Bamberger Jg. 1900 deportiert 1941 Minsk ??? |        | Eintrag auf stolpersteine-hamburg.de                                                                                       |
| Schlankreye 17 ·              | Leopold Meier Schwarzschild           | Hier wohnte Leopold Meier Schwarzschild Jg. 1924 deportiert 1941 Riga ??? |        | Eintrag auf stolpersteine-hamburg.de                                                                                       |
| Spengelweg 31 ·               | Otto Stern                            | Hier wohnte Otto Stern Jg. 1899 deportiert 1945 Theresienstadt befreit |        | Eintrag auf stolpersteine-hamburg.de                                                                                       |
| Schulterblatt 134 ·           | Margarethe Heynemann geb. Klein       | Hier wohnte Margarethe Heynemann geb. Klein Jg. 1877 deportiert 1942 Theresienstadt ermordet 15.5.1944                                                                              |        | Eintrag auf stolpersteine-hamburg.de                                                                                       |
| Schulterblatt 134 ·           | Martin Heynemann                      | Hier wohnte Martin Heynemann Jg. 1872 deportiert 1942 Theresienstadt ermordet 26.3.1943                                                                                             |        | Eintrag auf stolpersteine-hamburg.de                                                                                       |
| Schulterblatt 134 ·           | Lizzy Silberberg geb. Heynemann       | Hier wohnte Lizzy Silberberg geb. Heynemann Jg. 1901 deportiert 1941 Łodz 1942 Chelmno ermordet Mai 1942                                                                            |        | Eintrag auf stolpersteine-hamburg.de                                                                                       |
| Schulweg 36 ·                 | Fritz Seger                           | Hier wohnte Fritz Seger Jg. 1898 mehrmals verhaftet zuletzt 1944 KZ Fuhlsbüttel tot an Haftfolgen 11.11.1944                                                                        |        | Eintrag auf stolpersteine-hamburg.de                                                                                       |
| Schulweg 36 ·                 | Johann Heinrich Karl Wibrow           | Hier wohnte Johann Heinrich Karl Wibrow Jg. 1882 ermordet 31.5.1937 von Gestapo Gefängnis HH-Hütten                                                                                 |        | Eintrag auf stolpersteine-hamburg.de                                                                                       |
| Schulweg 38 ·                 | Alfred Cohn                           | Hier wohnte Alfred Cohn Jg. 1911 ermordet 21.4.1945 KZ Neuengamme |        | Eintrag auf stolpersteine-hamburg.de                                                                                       |
| Schulweg 48 ·                 | Israel Johannes Rubanowitsch          | Hier wohnte Israel Johannes Rubanowitsch Jg. 1866 verhaftet 1939 KZ Fuhlsbüttel 1940 KZ Sachsenhausen ermordet 10.6.1941                                                            |        | Eintrag auf stolpersteine-hamburg.de                                                                                       |
| Schwenckestraße 3 ·           | Max Zucker                            | Hier wohnte Max Zucker Jg. 1891 eingewiesen 1940 Heilanstalt Langenhorn 'verlegt' 23.9.1940 Brandenburg ermordet 23.9.1940 'Aktion T4'                                              |        | Eintrag auf stolpersteine-hamburg.de                                                                                       |
| Schwenckestraße 5 ·           | Otto Hacker                           | Hier wohnte Otto Hacker Jg. 1895 verhaftet 1941/42 KZ Fuhlsbüttel Neuengamme tot 3.5.1945 Cap Arcona                                                                                |        | Eintrag auf stolpersteine-hamburg.de                                                                                       |
| Schwenckestraße 48 ·          | Erich Kollmorgen                      | Hier wohnte Erich Kollmorgen Jg. 1897 gedemütigt/entrechtet Flucht in den Tod 6.11.1938                                                                                             |        | Eintrag auf stolpersteine-hamburg.de                                                                                       |
| Schwenckestraße 62 ·          | Walter Leverentz                      | Hier wohnte Walter Leverentz Jg. 1905 eingewiesen 1910 Alsterdorfer Anstalten ‚verlegt‘ 7.8.1943 Heilanstalt Eichberg 13.10.1943 Weilmünster ermordet 6.4.1944                      |        | Eintrag auf stolpersteine-hamburg.de                                                                                       |
| Schwenckestraße 94 ·          | Magda Riquarts                        | Hier wohnte Magda Riquarts Jg. 1912 eingewiesen 1939 Heilanstalt Langenhorn 'verlegt' 25.8.1942 Heilanstalt Ilten ermordet 25.12.1942                                               |        | Eintrag auf stolpersteine-hamburg.de                                                                                       |
| Schwenckestraße 100 ·         | Olga Beschütz                         | Hier lehrte Olga Beschütz Jg. 1876 deportiert 1941 Riga ermordet |        | Eintrag auf stolpersteine-hamburg.de Ein weiterer Stolperstein befindet sich in Hamburg-Eppendorf.                         |
| Sillemstraße 3 ·              | Walter Golenzer                       | Hier wohnte Walter Golenzer Jg. 1925 deportiert 1943 Theresienstadt 1944 Auschwitz ermordet 5.3.1945 KZ Flossenbürg                                                                 |        | Eintrag auf stolpersteine-hamburg.de                                                                                       |
| Sillemstraße 8a ·             | Irma Eckler                           | Hier wohnte Irma Eckler Jg. 1913 verhaftet 1938 'verlegt' 1942 Bernburg ermordet am Tag der Ankunft                                                                                 |        | Eintrag auf stolpersteine-hamburg.de                                                                                       |
| Sillemstraße 8a ·             | August Landmesser                     | Hier wohnte August Landmesser Jg. 1910 verhaftet 15.7.1938 Zuchthaus Börgermoor 1944 Strafbataillon 999 Schicksal unbekannt                                                         |        | Eintrag auf stolpersteine-hamburg.de                                                                                       |
| Sillemstraße 10 ·             | Amanda Baumgarten geb. Kraese         | Hier wohnte Amanda Baumgarten geb. Kraese Jg. 1872 gedemütigt/entrechtet Flucht in den Tod 23.10.1938                                                                               |        | Eintrag auf stolpersteine-hamburg.de                                                                                       |
| Sillemstraße 10 ·             | Henry Heitmann                        | Hier wohnte Henry Heitmann Jg. 1903 verhaftet 1937 KZ Fuhlsbüttel Flucht in den Tod 23.10.1938                                                                                      |        | Eintrag auf stolpersteine-hamburg.de                                                                                       |
| Sillemstraße 40 ·             | Gerhard A. Trzebiatowski              | Hier wohnte Gerhard A. Trzebiatowski Jg. 1909 ermordet 1943 Heilanstalt Weilmünster                                                                                                 |        | Eintrag auf stolpersteine-hamburg.de                                                                                       |
| Sillemstraße 64 ·             | Günther Gerth                         | Hier wohnte Günther Gerth Jg. 1926 eingewiesen 1932 Alsterdorfer Anstalten 'verlegt' 28.7.1941 Heilanstalt Tiegenhof ermordet 9.3.1942                                              |        | Eintrag auf stolpersteine-hamburg.de                                                                                       |
| Sillemstraße 76 ·             | Max Friedrich Engler                  | Hier wohnte Max Friedrich Engler Jg. 1868 ermordet 27.5.1935 KZ Fuhlsbüttel |        | Eintrag auf stolpersteine-hamburg.de                                                                                       |
| Stellinger Weg 2 ·            | Heinrich Bode                         | Hier wohnte Heinrich Bode Jg. 1910 verhaftet 1933 KZ Buchenwald ermordet 13.9.1943                                                                                                  |        | Eintrag auf stolpersteine-hamburg.de                                                                                       |
| Stellinger Weg 11 ·           | Henny Andrade                         | Hier wohnte Henny Andrade geb. Katzenstein Jg. 1875 deportiert 1942 Theresienstadt ermordet 17.9.1943                                                                               |        | Eintrag auf stolpersteine-hamburg.de                                                                                       |
| Stellinger Weg 57 ·           | Claus Lehmann                         | Hier wohnte Claus Lehmann Jg. 1901 verhaftet 6.4.1945 Hamburg Todesmarsch Arbeitserziehungslager Nordmark ermordet 26.4.1945                                                        |        | Eintrag auf stolpersteine-hamburg.de                                                                                       |
| Tegetthoffstraße 9 ·          | Bella Spanier                         | Hier wohnte Bella Spanier Jg. 1884 deportiert 1941 Łodz 1942 Chelmno ermordet |        | Eintrag auf stolpersteine-hamburg.de Ein weiterer Stolperstein befindet sich in Hamburg-Hammerbrook.                       |
| Telemannstraße 39 ·           | Heinrich Buck                         | Hier wohnte Heinrich Buck Jg. 1876 Zuchthaus 37–41 deportiert 1941 Riga ermordet |        | Eintrag auf stolpersteine-hamburg.de                                                                                       |
| Telemannstraße 46 ·           | Irene Grebe                           | Hier wohnte Irene Grebe Jg. 1915 eingewiesen 1928 Alsterdorfer Anstalten 'verlegt' 16.8.1943 Am Steinhof/Wien ermordet 19.6.1944                                                    |        | Eintrag auf stolpersteine-hamburg.de                                                                                       |
| Telemannstraße 52 ·           | Adolf Hornung                         | Hier wohnte Arnold Hornung Jg. 1932 eingewiesen 1940 Alsterdorfer Anstalten 'verlegt' 10.8.1943 Heilanstalt Mainkofen ermordet 20.11.1943                                           |        | Eintrag auf stolpersteine-hamburg.de                                                                                       |
| Tiedemannstraße 17 ·          | Baruch Najmann                        | Hier wohnte Baruch Najmann Jg. 1896 ‚Polenaktion‘ 1938 Bentschen/Zbaszyn ‚Schutzhaft‘ 1939 Polizeigefängnis Fuhlsbüttel 1940 KZ Sachsenhausen KZ Dachau ermordet 28.12.1940         |        | Eintrag auf stolpersteine-hamburg.de                                                                                       |
| Tiedemannstraße 17 ·          | Mania Najmann geb. Wurzel             | Hier wohnte Mania Najmann geb. Wurzel Jg. 1893 ‚Polenaktion‘ 1938 Bentschen/Zbaszyn Ghetto Warschau ermordet                                                                        |        | Eintrag auf stolpersteine-hamburg.de                                                                                       |
| Tiedemannstraße 17 ·          | Sala Najmann                          | Hier wohnte Sala Najmann Jg. 1923 ‚Polenaktion‘ 1938 Bentschen/Zbaszyn deportiert Ghetto Radom 1942 KZ Ravensbrück ermordet                                                         |        | Eintrag auf stolpersteine-hamburg.de                                                                                       |
| Tornquiststraße 5 ·           | Friedrich Ehlert                      | Hier wohnte Friedrich Ehlert Jg. 1883 eingewiesen 1940 'Heilanstalt' Meseritz-Obrawalde ermordet                                                                                    |        | Eintrag auf stolpersteine-hamburg.de                                                                                       |
| Tornquiststraße 7 ·           | Thekla Hinkel                         | Hier wohnte Thekla Hinkel Jg. 1875 Schutz im Bunker verweigert tot 2.11.1944 |        | Eintrag auf stolpersteine-hamburg.de                                                                                       |
| Tresckowstraße 43A ·          | Berthe Osiakowski geb. Lewie          | Hier wohnte Berthe Osiakowski geb. Lewie Jg. 1870 deportiert 1941 Riga ermordet |        | Eintrag auf stolpersteine-hamburg.de                                                                                       |
| Tresckowstraße 43A ·          | Paula Osiakowski                      | Hier wohnte Paula Osiakowski Jg. 1902 deportiert 1941 Riga ermordet |        | Eintrag auf stolpersteine-hamburg.de                                                                                       |
| Unnastraße 12 ·               | Juanita Deitelzweig-Senior            | Hier wohnte Juanita Deitelzweig-Senior Jg. 1901 eingewiesen 1935 Pflegeanstalt Apeldoorn deportiert 1943 Auschwitz ermordet 25.1.1943                                               |        | Eintrag auf stolpersteine-hamburg.de                                                                                       |
| Vereinsstraße 7 ·             | Henry Polles                          | Hier wohnte Henry Polles Jg. 1890 deportiert 1941 Minsk ermordet 24.1.1945 im KZ Neuengamme                                                                                         |        | Eintrag auf stolpersteine-hamburg.de                                                                                       |
| Vereinsstraße 7 ·             | Rolf Wilhelm Simon                    | Hier wohnte Rolf Wilhelm Simon Jg. 1918 deportiert 1941 Łodz/Litzmannstadt Zwangsarbeitslager Posen-Remow ermordet 23.11.1942                                                       |        | Eintrag auf stolpersteine-hamburg.de                                                                                       |
| Vereinsstraße 7 ·             | Alfred Spitzkopf                      | Hier wohnte Alfred Spitzkopf Jg. 1910 deportiert 1941 Minsk ermordet |        | Eintrag auf stolpersteine-hamburg.de                                                                                       |
| Vereinsstraße 7 ·             | Auguste Spitzkopf geb. Bodenstein     | Hier wohnte Auguste Spitzkopf geb. Bodenstein Jg. 1879 deportiert 1941 Minsk ermordet                                                                                               |        | Eintrag auf stolpersteine-hamburg.de                                                                                       |
| Vereinsstraße 7 ·             | Charlotte Spitzkopf geb. Rosenblum    | Hier wohnte Charlotte Spitzkopf geb. Rosenblum Jg. 1915 deportiert 1941 Minsk ermordet                                                                                              |        | Eintrag auf stolpersteine-hamburg.de Ein weiterer Stolperstein befindet sich in Oldenburg in Holstein.                     |
| Vereinsstraße 7 ·             | Heinz Ruben Spitzkopf                 | Hier wohnte Heinz Ruben Spitzkopf Jg. 1934 deportiert 1941 Minsk ermordet |        | Eintrag auf stolpersteine-hamburg.de                                                                                       |
| Vereinsstraße 7 ·             | Kurt Spitzkopf                        | Hier wohnte Kurt Spitzkopf Jg. 1914 deportiert 1941 Minsk Neuengamme Bergen-Belsen ermordet April 1945                                                                              |        | Eintrag auf stolpersteine-hamburg.de                                                                                       |
| Vereinsstraße 7 ·             | Ruth Spitzkopf                        | Hier wohnte Ruth Spitzkopf Jg. 1915 deportiert 1941 Minsk ermordet |        | Eintrag auf stolpersteine-hamburg.de                                                                                       |
| Vereinsstraße 39 ·            | Ernst Wenkel                          | Hier wohnte Ernst Wenkel Jg. 1901 verhaftet 1938 KZ Fuhlsbüttel Sachsenhausen ermordet 16.12.1939                                                                                   |        | Eintrag auf stolpersteine-hamburg.de                                                                                       |
| Vereinsstraße 42 ·            | Wilhelm Prahl                         | Hier wohnte Wilhelm Prahl Jg. 1904 verhaftet 1939 Neuengamme ermordet 8.8.1944 |        | Eintrag auf stolpersteine-hamburg.de                                                                                       |
| Vereinsstraße 54 ·            | Ida Silberberg geb. Magnus            | Hier wohnte Ida Silberberg geb. Magnus Jg. 1874 deportiert 1941 Minsk ermordet |        | Eintrag auf stolpersteine-hamburg.de                                                                                       |
| Vereinsstraße 59 ·            | Helene Heyckendorf                    | Hier wohnte Helene Heykendorf Jg. 1893 KZ Neuengamme gehenkt 1945 |        | Eintrag auf stolpersteine-hamburg.de                                                                                       |
| Vereinsstraße 61 ·            | Alphons Friedberg                     | Hier wohnte Alphons Friedberg Jg. 1885 deportiert 1942 Theresienstadt ermordet 1.6.1943                                                                                             |        | Eintrag auf stolpersteine-hamburg.de                                                                                       |
| Vereinsstraße 89 ·            | Alfred Ehrmann                        | Hier wohnte Alfred Ehrmann Jg. 1896 deportiert Auschwitz 1945 Buchenwald ermordet 22.1.1945                                                                                         |        | Eintrag auf stolpersteine-hamburg.de                                                                                       |
| Weidenallee 4 ·               | Helene Finkels geb. Süssmann          | Hier wohnte Helene Finkels geb. Süssmann Jg. 1879 deportiert 1941 Ghetto Minsk ermordet                                                                                             |        | Eintrag auf stolpersteine-hamburg.de                                                                                       |
| Weidenallee 4 ·               | Salomon Finkels                       | Hier wohnte Salomon Finkels Jg. 1875 deportiert 1941 Ghetto Minsk ermordet |        | Eintrag auf stolpersteine-hamburg.de                                                                                       |
| Weidenallee 8 ·               | Alfons von Halle                      | Hier wohnte Alfons von Halle Jg. 1902 deportiert 1941 Minsk ermordet |        | Eintrag auf stolpersteine-hamburg.de in der Einfahrt zu den Hausnummern 8 und 10a/b                                        |
| Weidenallee 8 ·               | Ingrid von Halle                      | Hier wohnte Ingrid von Halle Jg. 1928 deportiert 1941 Minsk ermordet |        | Eintrag auf stolpersteine-hamburg.de in der Einfahrt zu den Hausnummern 8 und 10a/b                                        |
| Weidenallee 8 ·               | Josephine von Halle geb. Glück        | Hier wohnte Josephine von Halle geb. Glück Jg. 1899 deportiert 1941 Minsk ermordet                                                                                                  |        | Eintrag auf stolpersteine-hamburg.de in der Einfahrt zu den Hausnummern 8 und 10a/b                                        |
| Weidenallee 10 ·              | Jacob Blanari                         | Hier wohnte Jacob Blanari Jg. 1880 deportiert 1941 Minsk ??? |        | Eintrag auf stolpersteine-hamburg.de in der Einfahrt zu den Hausnummern 8 und 10a/b                                        |
| Weidenallee 10 ·              | Theophile Blanari geb. Weile          | Hier wohnte Theophile Blanari geb. Weile Jg. 1880 deportiert 1941 Minsk ??? |        | Eintrag auf stolpersteine-hamburg.de in der Einfahrt zu den Hausnummern 8 und 10a/b                                        |
| Weidenallee 12 ·              | Adolphe de Haas                       | Hier wohnte Adolphe de Haas Jg. 1924 Flucht 1938 Holland interniert Westerbork deportiert 1942 Auschwitz ermordet                                                                   |        | Eintrag auf stolpersteine-hamburg.de                                                                                       |
| Weidenallee 12 ·              | Alice de Haas                         | Hier wohnte Alice de Haas Jg. 1925 Flucht 1938 Holland interniert Westerbork deportiert 1942 Auschwitz ermordet                                                                     |        | Eintrag auf stolpersteine-hamburg.de                                                                                       |
| Weidenallee 12 ·              | Cornelia de Haas geb. de Haas         | Hier wohnte Cornelia de Haas geb. de Haas Jg. 1897 Flucht 1938 Holland interniert Westerbork deportiert 1942 ermordet in Auschwitz                                                  |        | Eintrag auf stolpersteine-hamburg.de                                                                                       |
| Weidenallee 12 ·              | Edith de Haas                         | Hier wohnte Edith de Haas Jg. 1926 Flucht 1938 Holland interniert Westerbork deportiert 1942 Auschwitz ermordet                                                                     |        | Eintrag auf stolpersteine-hamburg.de                                                                                       |
| Weidenallee 12 ·              | Ernst de Haas                         | Hier wohnte Ernst de Haas Jg. 1899 Flucht 1938 Holland interniert Westerbork deportiert 1943 Sobibor ermordet                                                                       |        | Eintrag auf stolpersteine-hamburg.de                                                                                       |
| Weidenallee 23 ·              | Julius Frensdorff                     | Hier wohnte Julius Frensdorff Jg. 1869 deportiert 1942 Theresienstadt 1942 Treblinka ermordet                                                                                       |        | Eintrag auf stolpersteine-hamburg.de                                                                                       |
| Weidenallee 23 ·              | Rebecca Frensdorff geb. Katz          | Hier wohnte Rebecca Frensdorff geb. Katz Jg. 1864 deportiert 1942 Theresienstadt 1942 Treblinka ermordet                                                                            |        | Eintrag auf stolpersteine-hamburg.de                                                                                       |
| Weidenallee 23 ·              | Siegfried Frensdorff                  | Hier wohnte Siegfried Frensdorff Jg. 1901 deportiert 1941 ermordet in Minsk |        | Eintrag auf stolpersteine-hamburg.de                                                                                       |
| Weidenallee 23 ·              | Hedel Silberberg geb. Cohn            | Hier wohnte Hedel Silberberg geb. Cohn Jg. 1893 Flucht 1933 Frankreich mit Hilfe überlebt                                                                                           |        | Eintrag auf stolpersteine-hamburg.de                                                                                       |
| Weidenallee 23 ·              | Karl-Heinz Silberberg                 | Hier wohnte Karl-Heinz Silberberg Jg. 1915 Flucht Frankreich interniert Drancy deportiert 1942 Auschwitz ermordet 2.12.1942                                                         |        | Eintrag auf stolpersteine-hamburg.de                                                                                       |
| Weidenallee 23 ·              | Peter Rolf Silberberg                 | Hier wohnte Peter Rolf Silberberg Jg. 1921 Flucht 1933 Frankreich interniert Drancy deportiert 1942 ermordet in Auschwitz                                                           |        | Eintrag auf stolpersteine-hamburg.de                                                                                       |
| Weidenallee 32 ·              | Bernhard Katz                         | Hier wohnte Bernhard Katz Jg. 1869 deportiert 1942 Theresienstadt 1942 Treblinka ermordet                                                                                           |        | Eintrag auf stolpersteine-hamburg.de                                                                                       |
| Weidenallee 32 ·              | Martha Katz geb. Baumgarten           | Hier wohnte Martha Katz geb. Baumgarten Jg. 1886 deportiert 1942 Theresienstadt 1942 Treblinka ermordet                                                                             |        | Eintrag auf stolpersteine-hamburg.de                                                                                       |
| Weidenallee 48/50 ·           | David Bukofzer                        | Hier wohnte David Bukofzer Jg. 1891 deportiert 1941 ermordet in Minsk |        | Eintrag auf stolpersteine-hamburg.de                                                                                       |
| Weidenallee 48/50 ·           | Siegfried Werner                      | Hier wohnte Siegfried Werner Jg. 1878 deportiert 1942 Theresienstadt ermordet 2.6.1943                                                                                              |        | Eintrag auf stolpersteine-hamburg.de                                                                                       |
| Weidenallee 59 ·              | Dora Hirsch geb. Meyer                | Hier wohnte Dora Hirsch geb. Meyer Jg. 1886 deportiert 1941 Riga ermordet |        | Eintrag auf stolpersteine-hamburg.de                                                                                       |
| Weidenallee 59 ·              | Louis Hirsch                          | Hier wohnte Louis Hirsch Jg. 1873 deportiert 1941 Riga ermordet |        | Eintrag auf stolpersteine-hamburg.de                                                                                       |
| Weidenallee 61 ·              | Walter Tiedt                          | Hier wohnte Walter Tiedt Jg. 1916 eingewiesen 1922 Alsterdorfer Anstalten Heilanstalt Langenhorn 'verlegt' 29.10.1943 Meseritz-Obrawalde ermordet 17.11.1943                        |        | Eintrag auf stolpersteine-hamburg.de                                                                                       |
| Weidenallee 61 ·              | Willi Karl Tiedt                      | Hier wohnte Willi Karl Tiedt Jg. 1911 Widerstand/SPD verhaftet Mai 1935 KZ Fuhlsbüttel entlassen August 1936 'Militärdienst zur Bewährung' Russland/tot 27.12.1941                  |        | Eintrag auf stolpersteine-hamburg.de                                                                                       |
| Weidenallee 65 ·              | Johannes Hild                         | Hier wohnte Johannes Hild Jg. 1891 verhaftet 1937 Polizeiwache 10 Flucht in den Tod 7.12.1937                                                                                       |        | Eintrag auf stolpersteine-hamburg.de                                                                                       |
| Weidenstieg 8 ·               | Peter Perls                           | Hier wohnte Peter Perls Jg. 1931 deportiert 1943 Theresienstadt ermordet in Auschwitz                                                                                               |        | Eintrag auf stolpersteine-hamburg.de                                                                                       |
| Weidenstieg 10 ·              | Heinrich Schwarz                      | Hier wohnte Heinrich Schwarz Jg. 1903 deportiert 1943 Theresienstadt ermordet 1944 Auschwitz                                                                                        |        | Eintrag auf stolpersteine-hamburg.de                                                                                       |
| Wiesenstraße 3 ·              | Esther Schulz geb. Hirsch             | Hier wohnte Esther Schulz geb. Hirsch Jg. 1889 deportiert 1945 Theresienstadt befreit                                                                                               |        | Eintrag auf stolpersteine-hamburg.de                                                                                       |
| Wiesenstraße 26 ·             | Else Hirschberg                       | Hier wohnte Dr. Else Hirschberg Jg. 1892 deportiert 1942 ermordet in Auschwitz |        | Eintrag auf stolpersteine-hamburg.de                                                                                       |
| Wiesenstraße 48 ·             | Emmi Jönsson                          | Hier wohnte Emmi Jönsson Jg. 1930 eingewiesen 1941 Alsterdorfer Anstalten 'verlegt' 16.8.1943 Am Steinhof Wien ermordet 15.6.1944                                                   |        | Eintrag auf stolpersteine-hamburg.de                                                                                       |

## Nachweise
1. ↑  Stolpersteine in Hamburg
2. ↑  Methfesselstraße 13 | Simon und Hertha Parnass, raawi.de vom 17. Juni 2020, abgerufen am 6. Mai 2023

- Karte mit allen Koordinaten:
- OSM |
- WikiMap